# Battaglia di Novara (1849)
La battaglia di Novara (conosciuta anche come battaglia della Bicocca  dal nome dell'omonimo sobborgo sud-est di Novara, dove si combatterono gli scontri più importanti) fu una delle ultime battaglie della prima guerra d'indipendenza italiana, svoltasi il 23 marzo 1849, durante il Risorgimento e si concluse con la completa vittoria dell'esercito imperiale austriaco guidato dal maresciallo Josef Radetzky sull'Armata Sarda comandata dal generale polacco Wojciech Chrzanowski.
La battaglia fu combattuta al termine della breve seconda fase della guerra; la campagna fu caratterizzata inizialmente dall'offensiva austriaca a sorpresa attraverso il Ticino e dalla sconfitta piemontese nella battaglia di Mortara. L'esercito piemontese, dopo questi insuccessi, fu quindi concentrato a Novara dove venne attaccato il 23 marzo 1849 solo da una parte dell'esercito austriaco. A causa dell'indecisione e di gravi errori del comando dell'esercito piemontese, il maresciallo Radetzky ebbe il tempo di concentrare progressivamente tutte le sue forze a Novara e, disponendo di una chiara superiorità numerica locale, poté sconfiggere e costringere alla capitolazione l'armata avversaria. Nella notte stessa della battaglia il re di Sardegna Carlo Alberto, presente sul campo, decise di abdicare e fu il figlio Vittorio Emanuele II a concludere il 24 marzo 1849 un armistizio definitivo con il maresciallo Radetzky.
Ogni anno la città di Novara celebra la rievocazione storica in costume della battaglia.

## Il contesto storico
Il 9 agosto 1848 era stato concluso il cosiddetto armistizio di Salasco che metteva fine temporaneamente alle ostilità tra il Regno di Sardegna e l'Impero d'Austria, culminate con la vittoria austriaca nella battaglia di Custoza. In realtà il documento stabiliva solo una tregua di sei settimane: in mancanza di novità politiche, grazie ad una possibile mediazione franco-britannica, la guerra sarebbe teoricamente ripresa a partire dal 21 settembre. Ancor prima dell'armistizio si era dimesso il governo di Torino presieduto da Gabrio Casati e il re Carlo Alberto, nel tentativo di comprimere il crescente movimento democratico popolare, aveva nominato a camere chiuse un nuovo governo, guidato da Cesare Alfieri, per mettere sotto il controllo della parte conservatrice le istanze nazionali e i progetti di una ripresa della guerra contro l'Austria. Nuovo ministro della guerra, incaricato di riorganizzare l'esercito, venne nominato prima il generale Antonio Franzini e quindi il generale Giuseppe Dabormida.

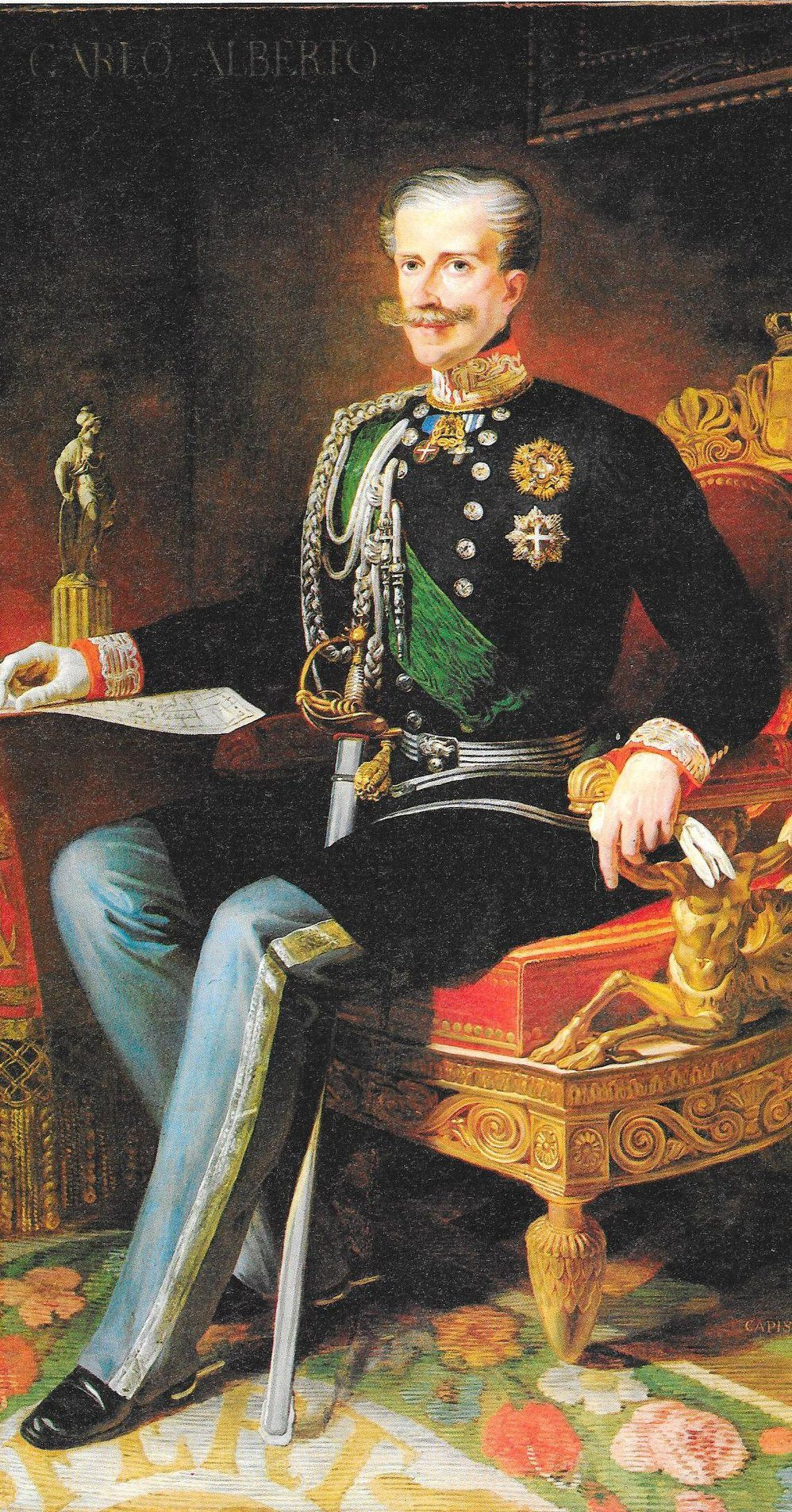
Il re di Sardegna Carlo Alberto.

In contrasto con i propositi conservatori di Carlo Alberto e del nuovo governo e con i loro limitati obiettivi politico-diplomatici, le correnti democratiche promuovevano invece più ambiziosi programmi di sollevazione popolare nelle varie regioni della penisola, di ripresa della guerra per ottenere la rivincita sull'Austria e di costituzione di una "confederazione italiana". In dicembre la parte democratica sembrò prevalere a Torino, il governo Alfieri cadde e Vincenzo Gioberti assunse la guida di un nuovo esecutivo, costituito con la partecipazione di importanti esponenti democratici. Nel frattempo la guerra non era ripresa alla scadenza dell'armistizio per la necessità dell'esercito piemontese di riorganizzarsi e soprattutto per le vicende generali dell'Impero austriaco che avevano distolto l'attenzione del cancelliere Felix Schwarzenberg dallo scacchiere italiano, nonostante le proposte aggressive del maresciallo Josef Radetzky, comandante supremo nel Lombardo-Veneto. Il 6 ottobre 1848 era esplosa una nuova sollevazione rivoluzionaria a Vienna, l'Ungheria era in rivolta, disordini erano scoppiati in Croazia e Boemia, l'imperatore Ferdinando I aveva dovuto ritirarsi a Olmütz e cedere il trono al giovanissimo nipote Francesco Giuseppe.

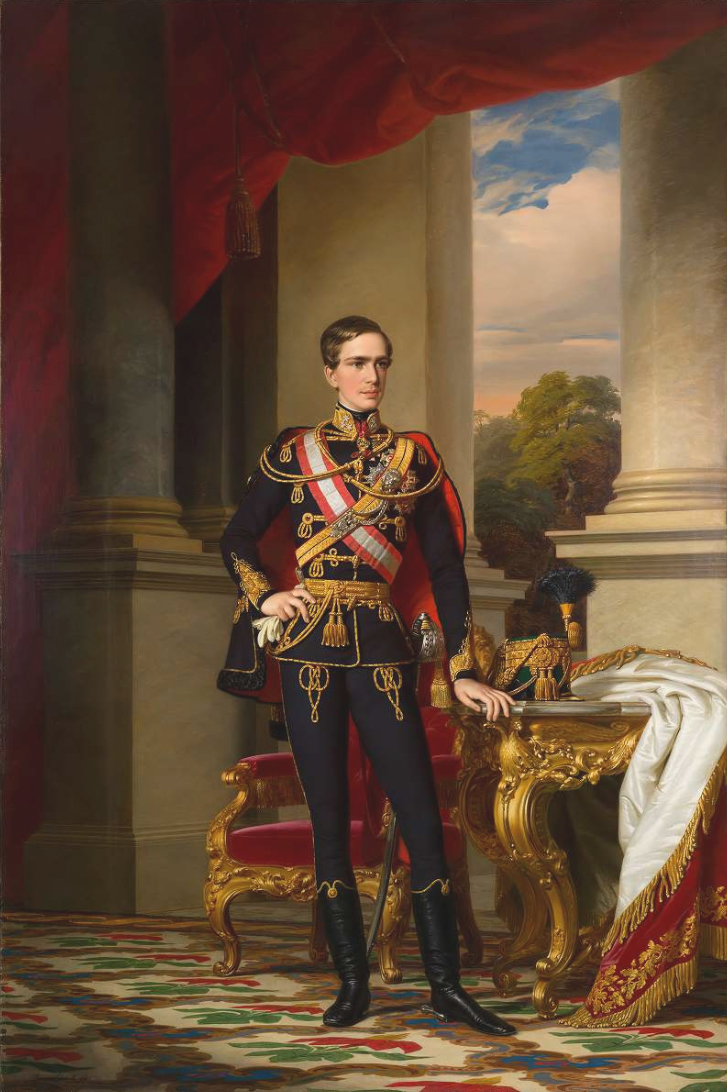
Il nuovo Imperatore d'Austria, il giovanissimo Francesco Giuseppe.

In Piemonte era in corso una complessa riorganizzazione dell'esercito, guidata prima dal generale Dabormida e poi dal 27 ottobre dal nuovo ministro della Guerra, generale Alfonso La Marmora, e infuriava un'accesa polemica tra le autorità militari e politiche riguardo alle responsabilità della disfatta e al problema del comando supremo, contrasti che coinvolgevano anche Carlo Alberto. Dopo la destituzione dei generali Ettore De Sonnaz e Carlo Canera di Salasco, il generale Eusebio Bava, nominato in un primo tempo generale in capo dell'esercito, era stato a sua volta al centro di violenti contrasti a causa di un suo memoriale in cui criticava pesantemente l'apparato militare ed in parte anche il re. Quest'ultimo era deciso peraltro a mantenere il comando supremo e il governo propose quindi di affiancare al sovrano un capo di stato maggiore con pieni poteri proveniente dall'estero. Dopo l'impossibilità di chiamare a Torino per assumere l'incarico i generali francesi Thomas Robert Bugeaud, Nicolas Changarnier e Marie-Alphonse Bedeau, venne deciso di proporre la nomina al generale polacco Wojciech Chrzanowski, veterano delle guerre napoleoniche e ritenuto un tecnico esperto e preparato. In realtà questo generale, fisicamente poco prestante, non conosceva la situazione italiana, non parlava la lingua e mancava delle doti del condottiero.
Il programma di riorganizzazione dell'esercito piemontese procedeva con molta difficoltà: il generale Dabormida e poi il generale La Marmora si impegnarono a lungo per modificare il reclutamento, eliminando le classi di uomini più anziani e cercando di migliorare la qualità delle reclute. Sforzi furono fatti per migliorare l'equipaggiamento e l'armamento individuale; inefficaci invece furono i tentativi di accrescere le capacità logistiche e l'efficienza dei servizi sanitari; i quadri ufficiali rimasero insufficienti numericamente e non adeguatamente preparati. La struttura del comando superiore venne migliorata, ma alcune scelte rimasero legate ad interferenze politiche con scadimento della qualità; carenze di fondi impedirono di raggiungere maggiori risultati, mentre tra i soldati il morale non era molto elevato, a causa soprattutto di disagi logistici e carenze di mezzi. La consistenza numerica dell'esercito non era stata accresciuta e dei circa 150000 uomini alle armi, le forze realmente impiegabili nella guerra contavano meno di 80000 soldati.
Ritenendo indispensabile affrettare i tempi per risparmiare risorse finanziarie, salvaguardare la disciplina nell'esercito e anticipare sommovimenti democratici rivoluzionari, il re e i dirigenti politico-militari piemontesi presero infine la decisione, durante il consiglio dei ministri del 7 febbraio 1849, di riprendere le ostilità. Venne definitivamente deciso di nominare il generale Chrzanowski "generale maggiore dell'esercito", comandante effettivo "sotto la propria responsabilità, a nome del re", che tuttavia all'apertura della guerra sarebbe tornato "alla testa delle truppe"; il generale Alessandro La Marmora divenne il capo di stato maggiore. Nel mese di febbraio si verificarono nuovi sconvolgimenti nell'assetto amministrativo del Regno di Sardegna: il ministro della guerra Alfonso La Marmora si dimise il 9 febbraio e venne sostituito dal generale Agostino Chiodo, che il 21 febbraio divenne anche Presidente del Consiglio di un nuovo governo dopo le dimissioni di Gioberti.
Dopo un'ultima serie di indecisioni e di contrasti sulla data di denuncia dell'armistizio che, secondo le clausole stabilite, avrebbe preceduto di otto giorni la ripresa effettiva della guerra, il maggiore Raffaele Cadorna il 9 marzo venne inviato dal governo piemontese a Milano per notificare l'atto formale al maresciallo Radetzky. Il comandante in capo austriaco e il suo capo di stato maggiore, generale Heinrich von Hess, si mostrarono soddisfatti della notizia: da molti mesi auspicavano una ripresa delle ostilità ed erano pienamente fiduciosi di poter infliggere una decisiva sconfitta al Regno di Sardegna. L'armistizio venne denunciato ufficialmente il 12 marzo 1849 con ripresa della guerra a partire dal 20 marzo, mentre nella capitale lombarda reparti austriaci sfilavano minacciosi in parata al suono di bellicose marce militari.

## Piani e preparativi
Nonostante le carenze organizzative e materiali dell'esercito piemontese e la sua inferiorità numerica, la dirigenza politico-militare del Regno aveva deciso in teoria di adottare una strategia offensiva, sferrare un attacco nel Lombardo-Veneto e suscitare una nuova insurrezione della popolazione. Si sperava inoltre che l'esercito austriaco, minacciato dall'insurrezione e indebolito dalle difficoltà dell'Impero, impegnato contemporaneamente a sedare la rivolta ungherese e i disordini in Boemia, avrebbe preferito ripiegare inizialmente fino all'Adda o forse fino al Quadrilatero. Il nuovo comandante dell'esercito, il generale Wojciech Chrzanowski, incerto e indeciso, avrebbe preferito adottare una strategia di attesa e logoramento, senza impegnarsi subito in una battaglia decisiva. In un secondo tempo invece sembrò convinto che i nemici verosimilmente si sarebbero ritirati senza combattere dalla linea del Ticino e ipotizzò un'avanzata da Novara verso Milano per ottenere un prestigioso successo iniziale.

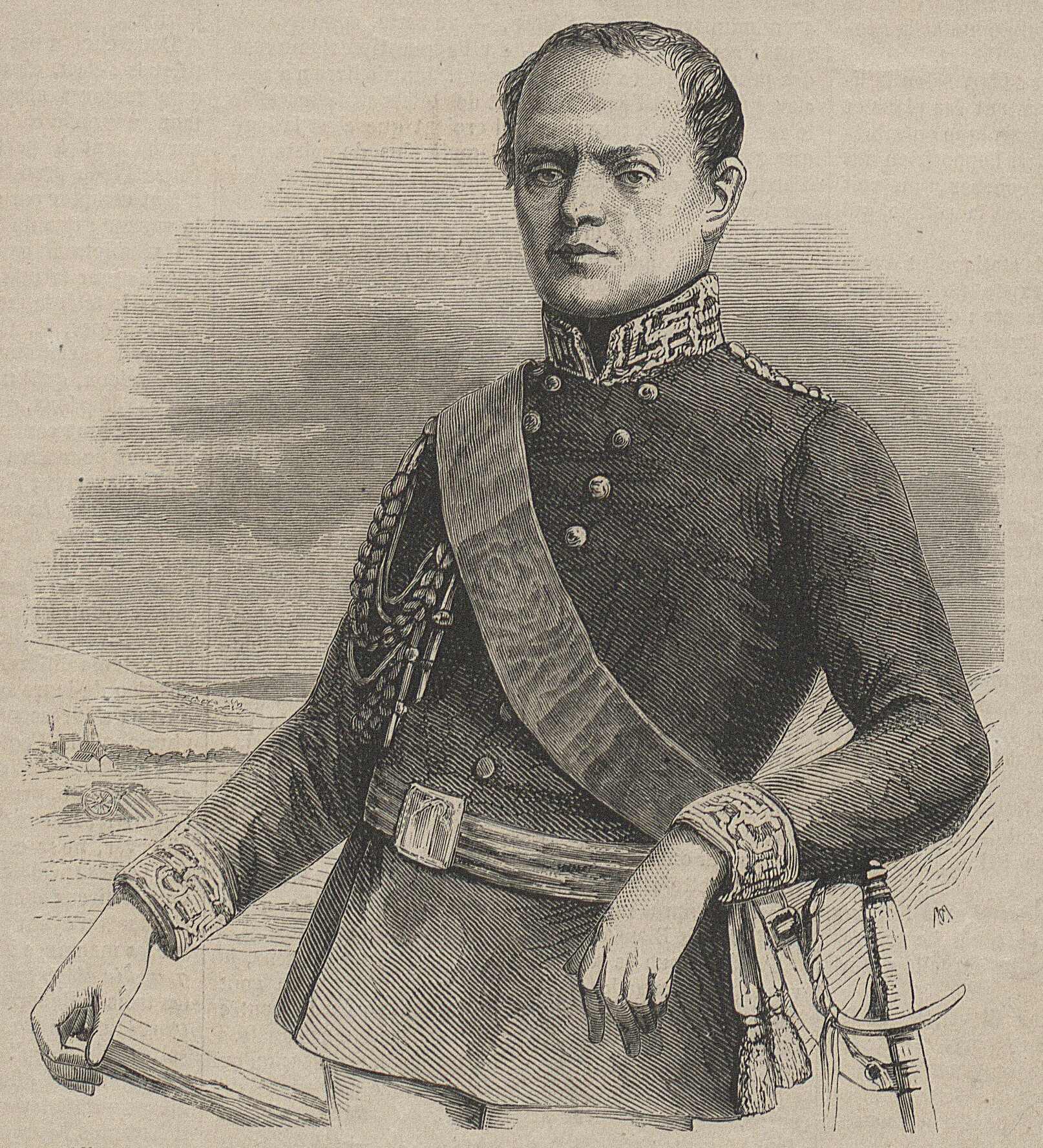
Il generale Wojciech Chrzanowski, comandante dell'Armata Sarda, alle dipendenze del re Carlo Alberto.

Pochi giorni prima dell'inizio della campagna il generale Chrzanowski ritornò ai suoi prudenti progetti difensivi. Egli previde la possibilità che gli austriaci attraversassero il Ticino a Pavia e marciassero su Mortara. Per contrastare questa manovra la divisione lombarda del generale Gerolamo Ramorino sarebbe rimasta a La Cava e, dopo aver avvertito il comando supremo, avrebbe ripiegato verso nord per ricongiungersi con il grosso dell'esercito. I piani del generale polacco prevedevano di schierare tre divisioni tra Galliate e Cassolnovo e due divisioni tra Novara e Vespolate. In caso di avanzata austriaca da sud, i piemontesi avrebbero deviato sulla destra e occupato Vigevano e Mortara. Se il maresciallo Radetzky avesse attaccato frontalmente Mortara, i piemontesi avrebbero potuto contrattaccare sul suo fianco destro da Vigevano e tagliarlo fuori dal Ticino costringendolo a ritirarsi verso la sua base di operazioni di Pavia.
In realtà, ancora il mattino 20 marzo 1849 il generale polacco, in una lettera inviata al ministro della Guerra a Torino, ritenne poco probabile un'offensiva austriaca da Pavia, nonostante le notizie ricevute di un forte concentramento nemico in quel settore. Sembra che egli avesse adottato il piano di raggruppamento a Novara, in teoria pericoloso in quanto scopriva le direttrici strategiche principali Alessandria-Pavia e Alessandria-Piacenza, anche per ragioni politiche, sollecitato dal re a raggiungere un successo di prestigio con l'entrata vittoriosa di Carlo Alberto a Milano dopo la prevista ritirata austriaca sull'Adda.

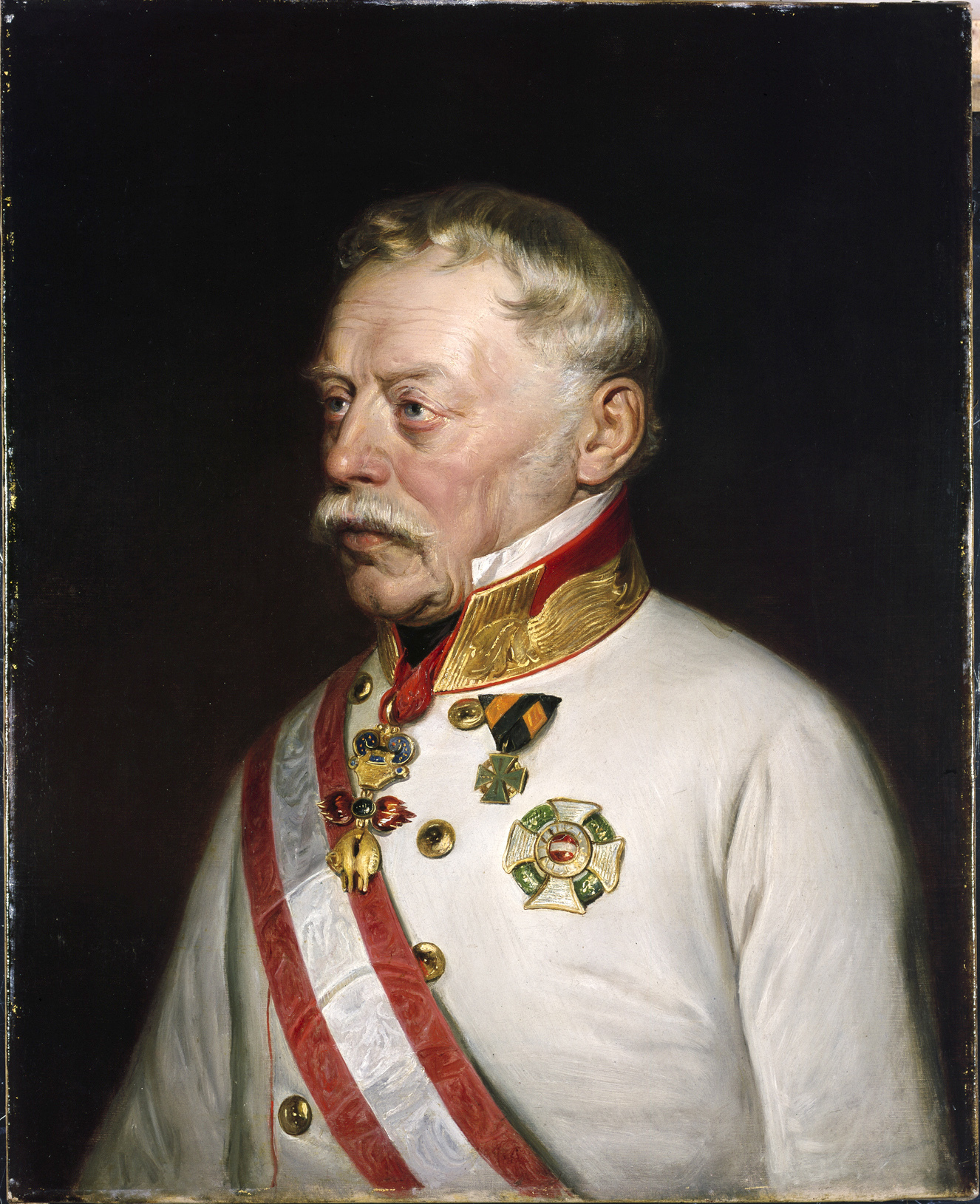
Il maresciallo Josef Radetzky, comandante in capo dell'esercito austriaco.

Inoltre lo schieramento adottato dal generale Chrzanowski disperdeva l'esercito su un'area troppo estesa e lo esponeva ad essere sopraffatto, prima di aver completato il raggruppamento, da un'offensiva da parte di un nemico dotato di un esercito più esperto, meglio organizzato e più mobile. I piani del comando dell'esercito piemontese prevedevano di concentrare cinque divisioni nell'area di Novara, mentre sul fianco sinistro nel settore tra il lago Maggiore e le sorgenti del Ticino era attestata la Brigata Solaroli con 5000 uomini, collegati con la massa principale solo da quattro battaglioni di reclute. Sul lato destro, tra Alessandria e Voghera, era schierata la divisione lombarda del generale Ramorino con 6500 soldati e 16 cannoni; sull'estremo fianco destro erano posizionate invece, verso Piacenza, la brigata d'avanguardia con 3600 uomini ed a Sarzana e Parma la 6ª Divisione del generale Alfonso La Marmora. Questa disposizione operativa scaglionava l'esercito piemontese su settanta chilometri lungo il Ticino e si estendeva su oltre duecento chilometri considerando anche i gruppi distaccati sul fianco destro. Oltre 26000 soldati erano impegnati quindi in compiti secondari sui fianchi del raggruppamento principale e, nonostante le disponibilità di strade di arroccamento, le carenze di mobilità e di organizzazione logistica avrebbero intralciato i movimenti dell'armata, mentre gli austriaci avrebbero sfruttato queste debolezze per concentrare le loro forze nel punto debole del fronte.
In realtà il maresciallo Josef Radetzky, che aveva deciso di passare subito all'offensiva, manovrò abilmente i suoi corpi in modo da mascherare fino all'ultimo il suo piano di operazioni. Il 12 marzo il comandante austriaco diramò una prima direttiva di concentrazione delle sue truppe, che entro il 18 marzo furono raggruppate a sud di Milano, tra il Ticino, l'Adda e il Po, nell'area compresa tra Binasco, Corteolona, Codogno e Melegnano. Solo una brigata venne lasciata nel Varesotto e altre due furono distese a copertura lungo il Ticino. La dislocazione delle truppe decisa dal maresciallo Radetzky consentiva di concentrare una grande massa di forze in un'area ristretta pronta potenzialmente sia a ripiegare dietro l'Adda, sia ad attaccare lungo il Po tra Pavia e Piacenza, sia a sferrare l'offensiva a Pavia attraverso il Ticino. La mattina del 18 marzo il maresciallo partì da Milano e, giunto a Melegnano, deviò con il suo stato maggiore verso ovest, raggiunse il 19 marzo Torre Bianca a sei chilometri da Pavia e assunse il comando dell'armata.
Durante la notte il maresciallo diramò gli ordini definitivi ed ebbe inizio il concentramento generale dei cinque corpi d'armata dell'esercito austriaco nel settore di Pavia, dove avrebbero dovuto portarsi anche le tre brigate distaccate. Lungo il Ticino sarebbero rimasti solo un battaglione e due squadroni di cavalleria. Entro il mattino del 20 marzo il II corpo d'armata del generale Konstantin d'Aspre raggiunse Pavia, mentre altri tre corpi si schierarono a nord e a est. Questo potente raggruppamento si trovava in posizione per sferrare un attacco attraverso il Ticino oppure avrebbe potuto attraversare il Po a Stradella: in questo modo il maresciallo Radetzky conservava la coesione delle sue forze e manteneva nell'incertezza i comandanti piemontesi riguardo alle sue reali intenzioni operative.

## Le forze in campo

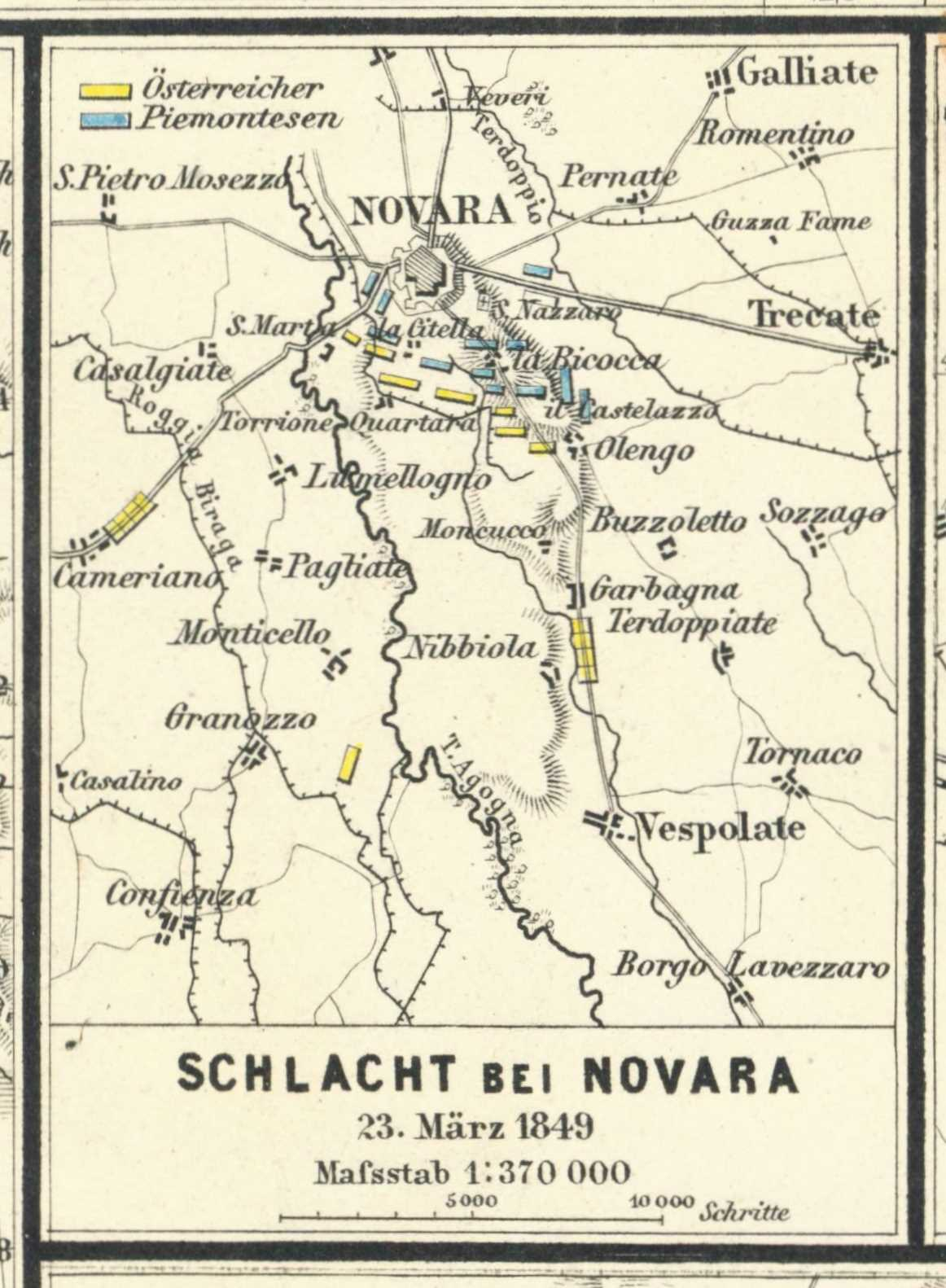
La disposizione delle truppe

### Esercito Sardo-Piemontese
Comandante in capo: Wojciech Chrzanowski
Capo di Stato Maggiore: Generale Alessandro La Marmora , Capo Operazioni: Generale Luigi Fecia di Cossato
1ª Divisione (Giovanni Durando) (13310 uomini)
- Brigata Aosta (GMj. Lovera): IR 5 e 6

- Brigata Regina (GMj.. Trotti) IR 9 e 10

2ª Divisione (Michele Bes) (13020 uomini)
- Brigata Casale (GMj. Boyl): IR 11 e 12

- Brigata Combinata (GMj. Enrico Morozzo de La Rocca) IR 17 e 23

3ª Divisione (Ettore Perrone) (11810 uomini)
- Brigata Savoia (GMj. Molland); IR 1° e 2°

- Brigata Savona (GMj. Ansaldi); IR15 e 16

4ª Divisione (Ferdinando di Savoia, Duca di Genova) (14920 uomini)
- Brigata Piemonte (GMj. Giuseppe Passalacqua): IR 3 e 4

- Brigata Pinerolo (GMj. Luigi Damiano); IR 13 e 14

1ª Divisione Riserva Vittorio Emanuele, Duca di Savoia (13540 uomini)
- Brigata Guardie (GMj. Biscureti): 1º e 2º Reggimento Guardie

- Brigata Cuneo (GMj. Busetti): IR 7 e 8

- Brigata Leggera : Generale Paolo Solaroli, IR 30 e 31 (5670 uomini)

Non sono stati coinvolti nella battaglia:
5ª Divisione (Girolamo Ramorino) (8160 uomini)
- 1ª Brigata Lombarda (GMj. Fanti): IR 19a e 20a

- 2ª Brigata Lombarda (GMj. Gianotti): IR 21 e 22

Brigata Avanguardia : Colonnello Belvedere, IR 18, 1º e 5º Battaglione Bersaglieri (4670 uomini)
2ª Divisione Riserva GMj. Alfonso de La Marmora (8710 uomini)
- Brigata GMj. Collobianca

- Brigata GMj. Montale

### Esercito Austriaco
73 battaglioni, 46 squadroni, 226 cannoni, totale 72400 uomini
Comandante in capo: Conte FM Josef Wenzel Radetzky
Capo di Stato Maggiore: FML Heinrich Ritter von Hess , Quartiermastro Generale: FML Karl Schönhals
II Corpo FZM Konstantin d'Aspre (17050 uomini)
Divisione Johann Franz Schaaffgotsch
- Brigata Liechtenstein

- Brigata Simbschen

- Brigata Bianchi

Divisione FML Arciduca Albrecht
- Brigata Kolowrat

- Brigata Stadion

- Brigata Benedek

III. Corpo FML Christian von Appel (15100 uomini)
Divisione FML Lichnovsky
- Brigata Massoni

- Brigata Alemann

Divisione FML Friedrich Hannibal von Thurn und Taxis
- Brigata Poppović

- Brigata Thun

I Reserve Corps FML Gustav von Wocher (10320 uomini) Divisione FML Schwarzenberg
- Brigata Wimpffen

- Brigata Arciduca Siegmund

Divisione FML Avanti
- Brigata Arciduca Ernst

- Brigata Schaafgosche

IV Corpo - Divisione FML Graf Georg von Thurn-Valsassina FML Karl von Culoz
- Brigata Grawert

- Brigata Degenfeld-Schonburg

Non sono stati coinvolti nella battaglia:
I Corpo FML Graf Eugen Wratislav (17200 uomini) Divisione FML Haller
- Brigata Strassoldo

- Brigata Clam Gallas

Divisione FML Wohlgemuth
- Brigata Gorger

- Brigata Festetics

IV Corpo (11630 uomini) Divisione FML Franz von Wimpffen
- Brigata Cavriana

- Brigata Liechtenstein

## Offensiva austriaca sul Ticino

### Lo sfondamento
La difesa del settore della Cava che sbarrava la testa di ponte austriaca sul Ticino a Pavia, era stato affidato dal comando dell'esercito piemontese al generale Ramorino con la sua divisione lombarda che inizialmente era stata schierata tra Alessandria, Voghera e Tortona; tuttavia, nonostante un ordine diretto del 16 marzo, il generale aveva lasciato a difesa di questa zona solo tre battaglioni di fanteria e il battaglione bersaglieri di Luciano Manara. Durante un incontro, insieme con il colonnello Berchet e il generale Manfredo Fanti, con il generale Chrzanowski nello stesso giorno, al generale Ramorino era stato chiarita l'importanza della sua missione di coprire il Ticino tra Bereguardo e la confluenza con il Po, ed era stato anche precisato che, in caso di pressione insostenibile del nemico, egli avrebbe dovuto ripiegare con la sua divisione in direzione di Mortara per mantenere i collegamenti con il grosso dell'armata e solo in situazione di emergenza poteva ritirarsi verso il Po a Mezzana Corti, il cui ponte di barche avrebbe dovuto essere distrutto.

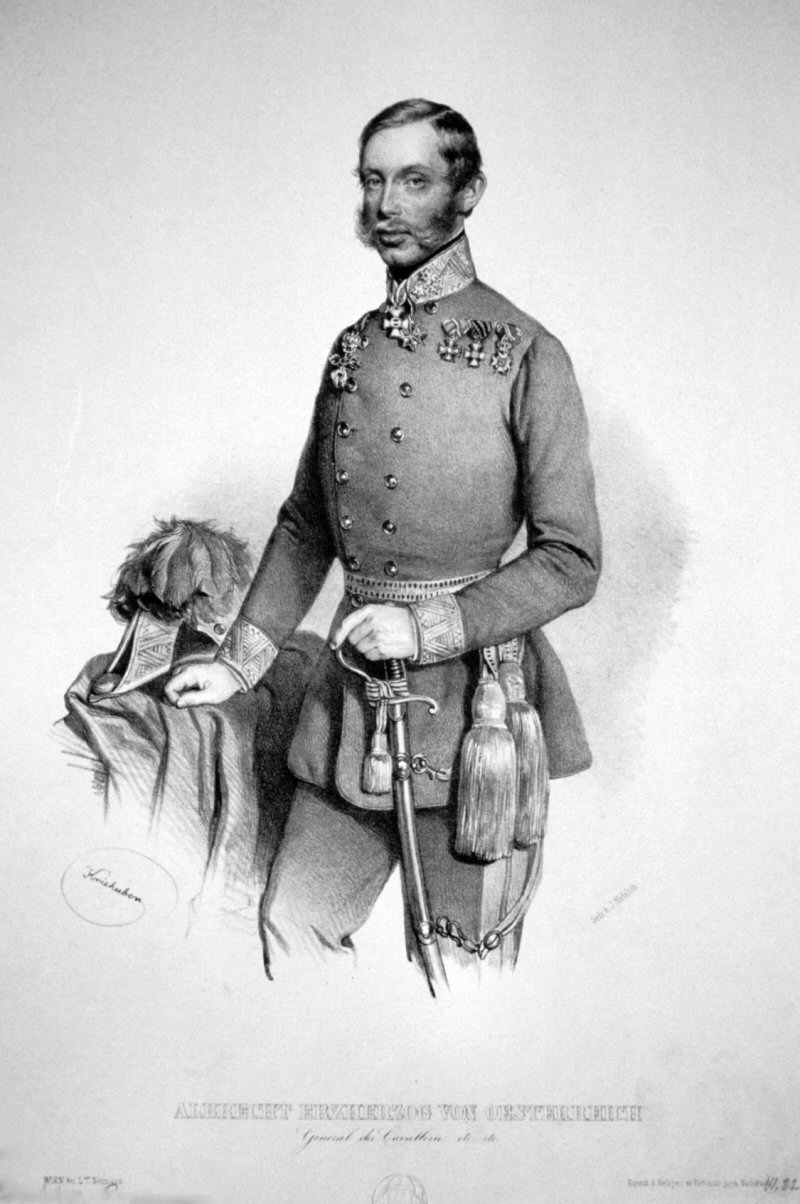
L'arciduca Alberto, comandante di una divisione del II corpo austriaco.

In realtà il generale Ramorino riteneva invece secondaria una minaccia da Pavia oltre il Ticino e il ramo secondario del Gravellone e, considerando molto più pericolosa un'offensiva austriaca attraverso il Po a Stradella, il 20 marzo aveva schierato la sua divisione tra Casteggio, Barbianello e il fiume per sbarrare le direttrici di Stradella e Mezzana Corti, mentre aveva lasciato alla Cava solo una debole copertura affidata al comando del generale Giannotti per ritardare una possibile manovra nemica oltre il Gravellone e poi ripiegare a sua volta verso il Po, in contrasto con le disposizioni del comando supremo che prescrivevano invece un ripiegamento verso Mortara.
L'offensiva del maresciallo Radetzky ebbe inizio a mezzogiorno del 20 marzo; senza impiegare l'artiglieria per mantenere la sorpresa, il II corpo d'armata del generale Konstantin d'Aspre attraversò rapidamente il Gravellone; il reparto di testa era costituito dalla divisione dell'arciduca Alberto, che impegnò all'avanguardia i battaglioni di fanteria ungherese e boema al comando dell'abile colonnello Ludwig von Benedek e affrontò le due compagnie del battaglione di Manara presenti sul posto. Dopo un'ora di combattimenti le due compagnie guidate da Manara furono sopraffatte e, pressate da altri battaglioni austriaci, ripiegarono a la Cava dove il generale Giannotti, presente sul posto, cercò di resistere con l'intero battaglione. Le forze austriache erano soverchianti, l'arciduca Alberto fece intervenire altre truppe che aggirarono ai fianchi le difese nemiche e presero il sopravvento, costringendo il generale Giannotti a retrocedere ancora fino a Mezzana Corti, dove venne rinforzato da due battaglioni del 21º reggimento. Alle ore 18:00, con l'intervento di altri cinque battaglioni appartenenti al IV corpo d'armata del generale Georg von Thurn Valsassina, gli austriaci conquistarono anche Mezzana Corti e il generale Giannotti si ritirò dietro il Po. Il combattimento alla Cava era durato sei ore ed era costato perdite modeste alle due parti ma gli austriaci avevano pienamente raggiunto i loro obiettivi: la via verso Mortara era aperta ed indifesa, il fianco sinistro era solidamente coperto e, con una serie di manovre di avvolgimento, la divisione lombarda del generale Ramorino era stata facilmente rigettata dietro il Po.

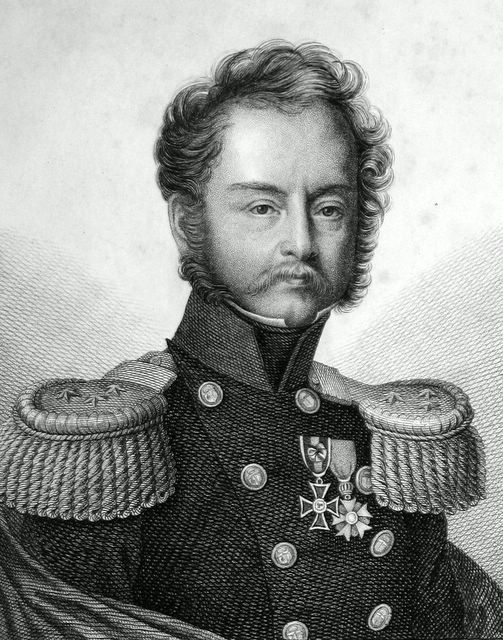
Il generale Gerolamo Ramorino, il comandante della divisione lombarda.

Durante la giornata del 20 marzo, mentre gli austriaci facevano irruzione attraverso il Ticino, sgominavano i deboli reparti della sua divisione presenti alla Cava e avanzavano verso Mortara, il generale Ramorino aveva continuato a temere soprattutto un attacco nemico a Stradella lungo il Po, in direzione di Alessandria. Dopo le notizie giunte il primo pomeriggio sugli eventi in corso sulla sinistra del fiume, il generale considerò l'attacco austriaco sul Ticino solo una finta e disperse lungo il fronte le sue truppe; in serata ordinò al generale Giannotti di ripiegare sulla destra del Po. Alle ore 21:00 infine comunicò al generale Chrzanowski la notizia dello sfondamento nemico ma insistette a ritenere che si trattasse di un "falso attacco" per mascherare un'offensiva principale verso Stradella e Alessandria; in un ordine al generale Giannotti previde ancora di concentrare le sue truppe a Casteggio per coprire Alessandria.
Il generale Chrzanowski aveva condotto durante la giornata del 20 marzo una ricognizione in forze oltre il Ticino; mentre la 4ª Divisione del Duca di Genova si era raggruppata vicino al ponte della strada Novara-Milano, insieme alla 3ª Divisione del generale Ettore Perrone, la 2ª Divisione del generale Michele Bes era stata schierata sulla destra per controllare il corso del fiume. Alle ore 13:30 la Brigata Piemonte e quindi il resto della 4ª Divisione avevano attraversato, accompagnati personalmente dal re, il ponte e si erano spinti fino a Magenta senza trovare opposizione. In serata il re e il generale polacco, incerti e preoccupati, erano ritornati a Trecate. Non avendo inviato ufficiali di collegamento con il generale Ramorino, Carlo Alberto e il generale Chrzanowski rimasero nell'incertezza sulla situazione fino alle ore 20:00 quando finalmente arrivarono inquietanti notizie dal tenente Casati che, recatosi alla Cava su iniziativa personale del generale Bes, poté riferire che le difese nel settore erano limitatissime, che il grosso della divisione lombarda era oltre il Po e che l'armata austriaca aveva attraversato in massa il Ticino e il Gravellone ed era avanzata lungo la riva destra raggiungendo Zerbolò.

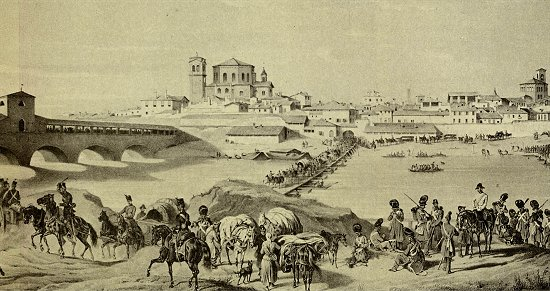
L'attraversamento del Ticino da parte dell'esercito austriaco il 20 marzo 1849.

Alle ore 20:30 il generale Chrzanowski prese alcune misure iniziali per controllare la situazione, ma si mostrò ancora indeciso e scarsamente energico; egli ritenne opportuno rinunciare all'avanzata a ovest del Ticino e ordinò alla 1ª Divisione del generale Giovanni Durando di marciare su Mortara, mentre il generale Bes avrebbe dovuto iniziare a raggruppare la 2ª Divisione a Vigevano. Alle ore 22:00 giunse un rapporto del generale Ramorino che tuttavia non risolse i dubbi del generale polacco; egli destituì il comandante della divisione lombarda e mise al suo posto il generale Fanti ma, apparentemente timoroso anch'egli di una possibile avanzata austriaca verso Alessandria, non modificò lo schieramento della divisione a sud del Po. Solo alle ore 3:00 del 21 marzo quando il generale Bes comunicò la presenza di almeno 10000 soldati austriaci a Garlasco, sedici chilometri a sud di Mortara, il generale Chrzanowski decise finalmente di cambiare il suo schieramento e di inviare le sue forze verso sud. La 2ª Divisione sarebbe stata rinforzata a Vigevano dalla 4ª Divisione del Duca di Genova, che avrebbe riattraversato subito il Ticino, e dalla 3ª Divisione del generale Perrone; la 1ª Divisione del generale Durando doveva raggiungere subito Mortara, seguita dalla Divisione di riserva del Duca di Savoia; la Brigata Solaroli avrebbe coperto il ponte sul Ticino. Il comandante in capo sperava di poter sbarrare con questo dispositivo la marcia del nemico su Mortara e di minacciarlo sul fianco destro con le forze raggruppate a Vigevano. in realtà, a causa di ritardi, di indecisioni e di ordini contraddittori, le divisioni piemontesi non assunsero in tempo un solido schieramento, si limitarono alla difesa e malamente collegate tra loro furono attaccate e sconfitte separatamente dall'armata austriaca.

### Vittoria austriaca a Mortara

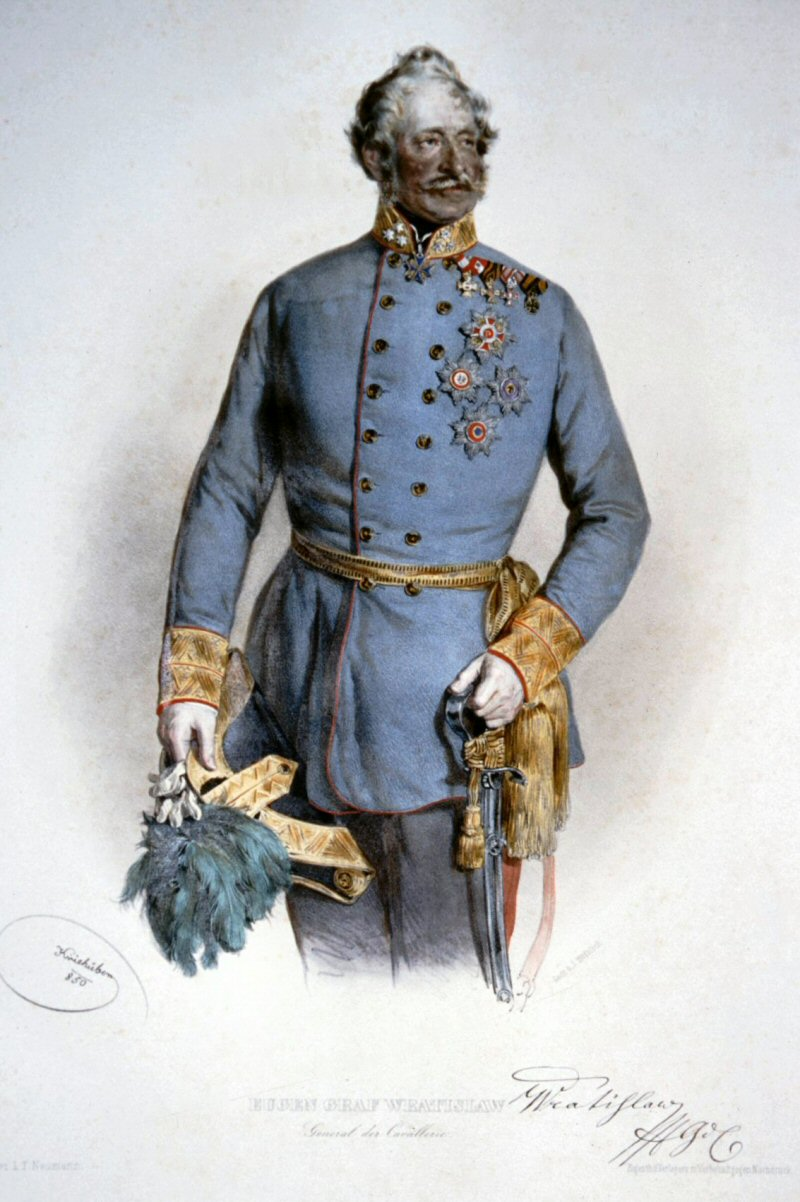
Il generale austriaco Eugen Wratislaw, comandante del I corpo d'armata.

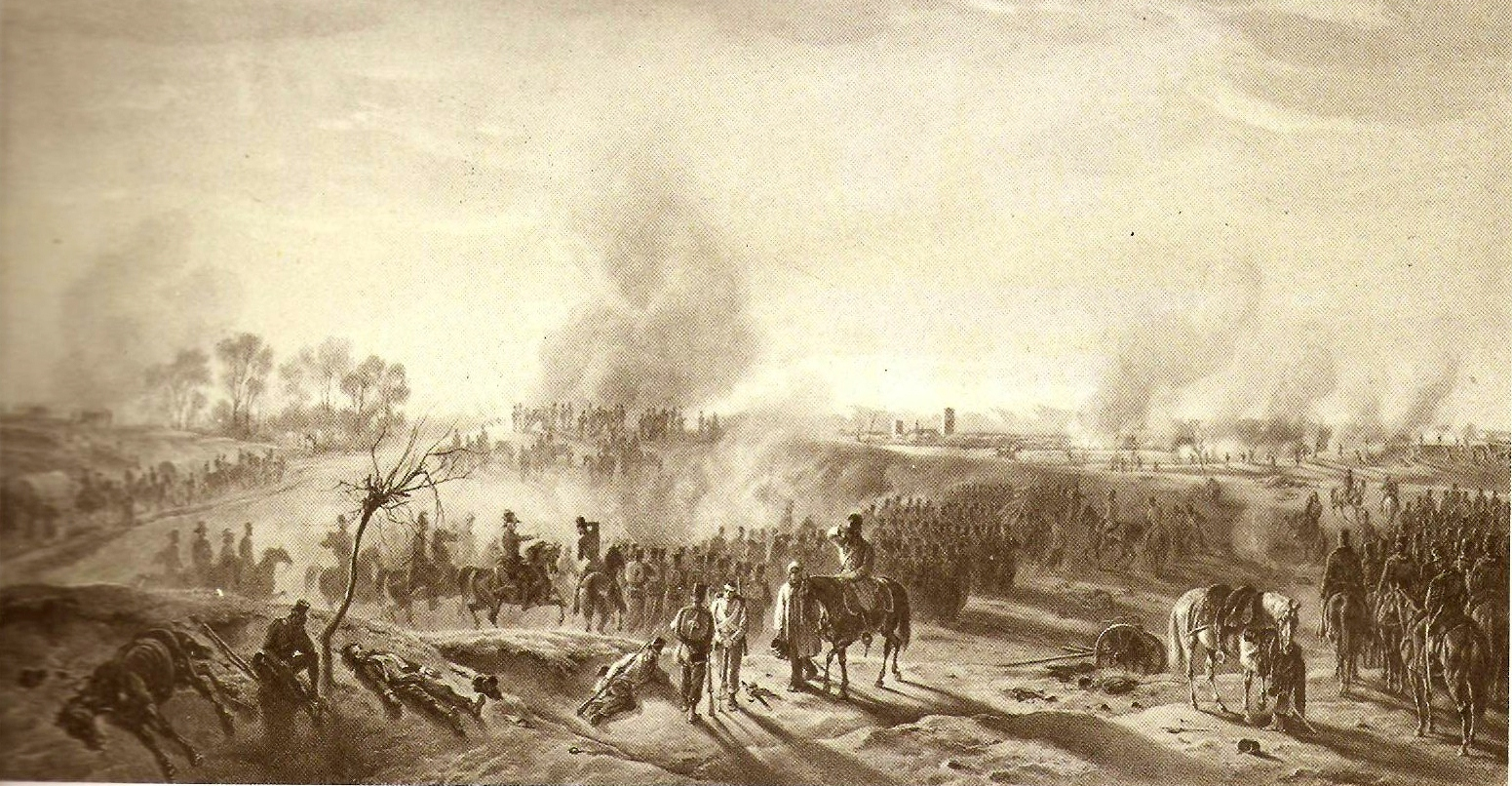
La battaglia di Mortara del 21 marzo 1849.

A partire dalle ore 10:00 del mattino del 21 marzo il maresciallo Radetzky, dopo il consolidamento delle posizioni nella testa di ponte e la ritirata oltre il Po della divisione lombarda, riprese le operazioni dispiegando su largo fronte i suoi corpi d'armata; il maresciallo assegnò al I corpo del generale Eugen Wratislaw il compito di marciare lungo la riva del Ticino per coprire il fianco destro del grosso dell'armata e avanzare su Borgo San Siro e Gambolò. Al centro, lungo la strada di Mortara, avanzò il II corpo del generale d'Aspre, seguito dalle ore 11:00 dal III corpo del generale Christian von Appel e dal I corpo di riserva del generale Gustav von Wocher; infine il fianco sinistro del gruppo principale sarebbe stato coperto dall'avanzata del IV corpo del generale von Thurn Valsassina.
L'armata austriaca in avanzata entrò in contatto con le truppe piemontesi alle ore 11:00 quando l'avanguardia del I corpo del generale Watrislaw, in marcia di fiancheggiamento sul lato destro dello schieramento del maresciallo Radetzky, si scontrò con reparti in esplorazione inviati dal generale Bes, comandante della 2ª Divisione, da Vigevano fino a Borgo San Siro, dieci chilometri più a sud. Le deboli truppe piemontesi, sei compagnie e poco più di uno Squadrone del Reggimento Piemonte Reale Cavalleria al comando del colonnello Gabrielli di Montevecchio, erano in forte inferiorità numerica; gli austriaci impegnarono infatti inizialmente oltre 2000 soldati, saliti a 6500 nel corso dello scontro, ma i difensori opposero una forte resistenza. I combattimenti si prolungarono per alcune ore, i piemontesi, minacciati di aggiramento dalle crescenti truppe austriache, prima ripiegarono coperti da diverse cariche di alleggerimento dalla cavalleria su Borgo San Siro (erano infatti sopraggiunti altri due Squadroni del Piemonte Reale) e quindi, dopo aver difeso aspramente la cittadina per altre due ore, si ritirarono con ordine più a nord, abbandonando il villaggio e ritornando verso Vigevano senza essere pressati da vicino dal nemico.

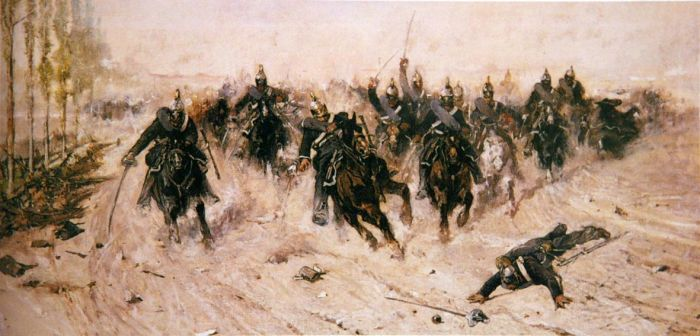
Piemonte Reale Cavalleria carica alla battaglia della Sforzesca.

Nel frattempo fin dalle ore 8:00 il generale Bes era arrivato a Vigevano con la 2ª Divisione e aveva schierato le sue brigate nella posizione della Sforzesca, a tre chilometri dalla città; alle ore 13:00 giunsero anche il re e il generale Chrzanowski che dispose una serie di cambiamenti di schieramento, per concentrare l'intera divisione del generale Bes alla Sforzesca e posizionare la 3ª Divisione del generale Perrone sulla destra a Gambolò; queste manovre tuttavia provocarono disordine e ritardi. L'avanguardia del I corpo d'armata austriaco del generale Wratislaw, costituita da due battaglioni e due squadroni, quindi poté attaccare solo una parte delle difese piemontesi preparate alla Sforzesca e, manovrando per aggirare i fianchi, le mise in difficoltà; il generale Bes inviò prontamente i rinforzi del 23º reggimento fanteria del colonnello Enrico Cialdini e gli austriaci vennero respinti. La cavalleria piemontese attaccò energicamente, i primi due attacchi del nemico fallirono e i piemontesi avanzarono per sei chilometri a sud della Sforzesca.  Nelle ore successive però il comando austriaco fece affluire progressivamente altri cinque battaglioni che, dopo duri scontri, iniziarono ad avere la meglio; i nuovi contrattacchi del generale Bes non ebbero successo, altri reparti austriaci minacciarono di aggirare sulla destra le forze della 2ª Divisione e il comandante piemontese decise al tramonto di ripiegare. Alle ore 19:00 tutte le forze piemontesi rifluirono ordinatamente alla Sforzesca. Contemporaneamente alle ultime fasi della battaglia della Sforzesca, altri scontri si erano accesi lungo la strada di Gambolò dove alle ore 18:00, un battaglione e uno squadrone austriaci furono respinti dal contrattacco di reparti del 1º fanteria e del Genova Cavalleria e non poterono proseguire la marcia.
Il complesso di scontri nell'area compresa tra Borgo San Siro, la Sforzesca e Gambolò che avevano coinvolto circa 8500 piemontesi e 9000 austriaci, erano costati lievi perdite alle due parti e apparentemente si concludevano con buoni risultati tattici per l'esercito del generale Chrzanowski; la strada per Vigevano era ora solidamente difesa e tre divisioni erano state raggruppate in quel settore. In realtà dal punto di vista strategico i combattimenti si erano conclusi in modo favorevole per l'esercito austriaco; l'obiettivo di coprire l'avanzata principale del II, III e I corpo di riserva al centro, lungo la strada di Mortara, era stato pienamente raggiunto e gli importanti centri di Borgo San Siro e Gambolò erano stati occupati; a causa delle persistenti difficoltà di movimento e di organizzazione logistica, le truppe piemontesi, pur mantenendo il controllo di Vigevano, avevano perso posizioni indispensabili per un'eventuale azione sul fianco destro delle colonne austriache. Tuttavia il comando piemontese rimaneva fiducioso e ottimista; nel settore della Sforzesca il nemico era stato fermato e anche in quello di Mortara che avrebbe dovuto essere occupato da due divisioni di fanteria e tre reggimenti di cavalleria, le difese apparivano solide. Il generale Chrzanowski aveva inviato in questo settore il capo di Stato maggiore, generale Alessandro La Marmora, per controllare le operazioni; alle ore 17:00 si era udito il rombo del cannone proveniente da Mortara, ma solo alle ore 1:00 del 22 marzo arrivarono le disastrose notizie che Mortara era caduta, che gli austriaci avanzavano in massa e che le due divisioni piemontesi erano in rotta verso Novara e Vercelli.
A partire dalle ore 10:00 del 21 marzo il generale d'Aspre aveva marciato con il II corpo da Gropello verso Mortara, precedendo il III corpo del generale von Appel e il I corpo di riserva del generale von Wocher; l'avanzata si svolse senza molta opposizione e alle ore 16:00 gli austriaci della divisione di punta dell'arciduca Alberto arrivarono in contatto delle linee difensive piemontesi che apparivano fortemente presidiate. Senza attendere e contando sulla sorpresa, il generale d'Aspre decise di attaccare subito con la divisione di testa direttamente lungo la strada Pavia-Mortara, sbarrata da un solo battaglione piemontese della Brigata Regina. Dopo un intenso bombardamento iniziato alle ore 17:00 e durato circa un'ora, nella prima oscurità della sera, il generale d'Aspre, coadiuvato dal capo di Stato maggiore dell'armata, generale Heinrich von Hess, sferrò l'attacco che, contrastato sui fianchi, ebbe invece pieno successo al centro. Il colonnello Benedek guidò l'attacco, condotto da circa 8000 soldati ungheresi, boemi, croati e lombardo-veneti, con audacia e abilità; per sfruttare la confusione e l'indecisione nelle file della Brigata Regina del generale Trotti, il comandante austriaco avanzò risolutamente, nonostante l'oscurità e penetrò subito a Mortara occupando tutti i luoghi strategici, mentre i piemontesi si ritiravano frettolosamente.

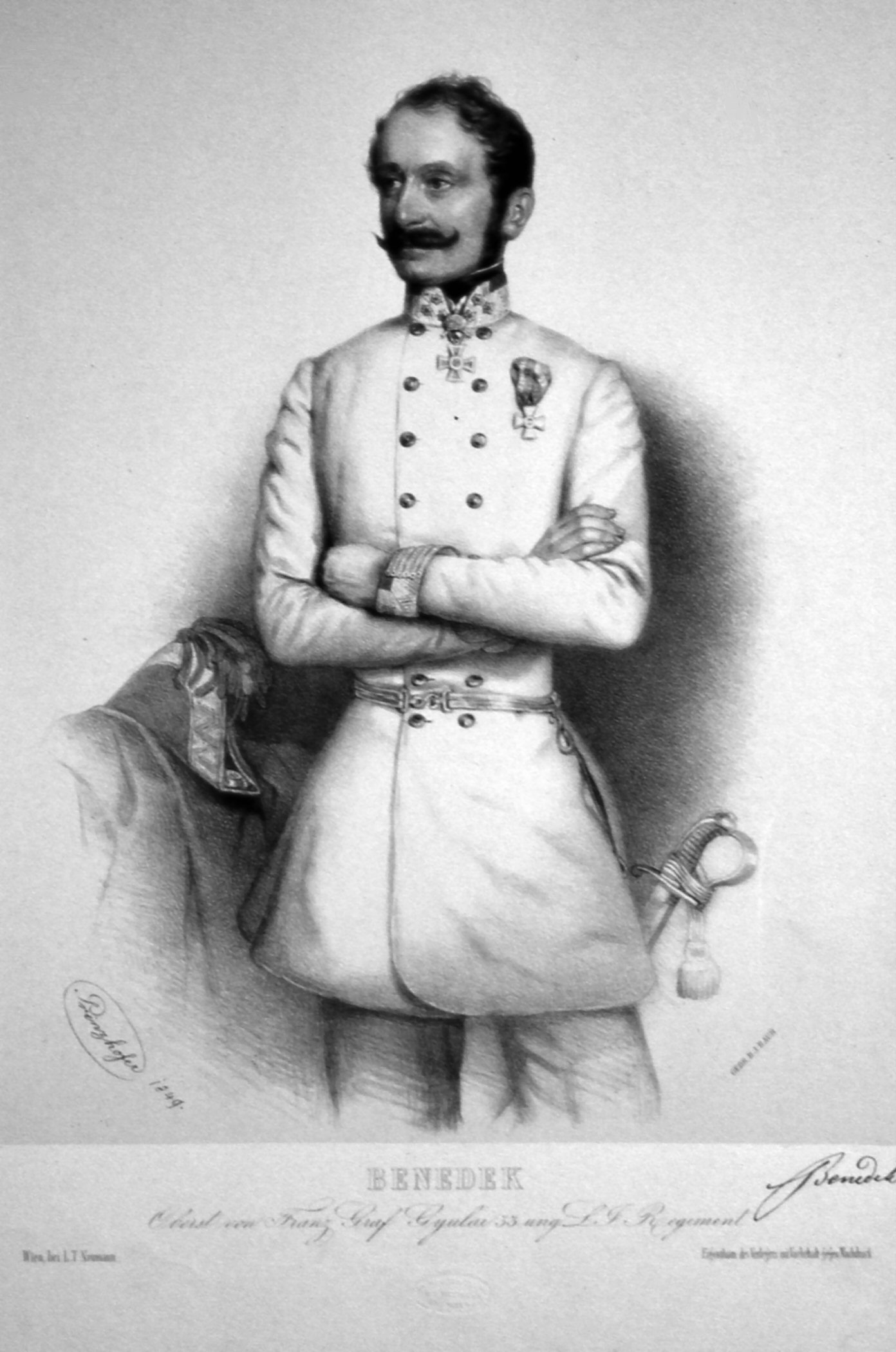
Il colonnello Ludwig von Benedek, principale artefice della vittoria austriaca nella battaglia di Mortara.

La vittoria austriaca era stata facilitata dagli errori del comando piemontese; il generale Durando, comandante della 1ª Divisione incaricata di difendere Mortara, aveva tardato a portare avanti i suoi reparti e si era schierato troppo vicino alla cittadina con le sue due brigate distese su un fronte troppo vasto e mal collegate a causa della presenza del cavo Passerini che attraversava le linee; inoltre la Divisione di riserva del Duca di Savoia, arrivata alle ore 13:00, rimase inizialmente dispersa più indietro tra Castel d'Agogna e Mortara. Dopo l'irruzione nella serata della colonna del colonnello Benedek dentro la città, il generale La Marmora ordinò alla Brigata Aosta di contrattaccare, ma dopo alcuni scontri confusi, il generale Lovera, comandante della brigata, decise di evitare uno scontro notturno e preferì ripiegare verso Cilavegna e Vespolate, mentre gli austriaci si rinforzavano continuamente con l'afflusso di altri 13000 soldati delle brigate Stadion e Kollowrath. Mentre al centro la resistenza era cessata, i combattimenti continuarono molto intensi sul fianco destro dove i piemontesi difesero il corso del fiume Arbogna; il generale La Marmora fece affluire di rinforzo la Brigata Cuneo appartenente alla Divisione di riserva che tuttavia egli schierò su posizioni di copertura senza contrattaccare.
Nella crescente oscurità gli austriaci del generale d'Aspre ripresero gli attacchi e sbaragliarono anche i difensori dell'Arbogna che ripiegarono in disordine; il generale La Marmora riuscì ancora a trattenere il nemico alla Rotonda di Sant'Albino con l'intervento di due battaglioni della Brigata Cuneo ma, per evitare di essere accerchiato, decise infine di ripiegare su strade secondarie verso Porta Alessandria per ricollegarsi con la Divisione di riserva. La strada era sbarrata dai soldati del colonnello Benedek che riuscirono a bloccare la ritirata delle truppe confuse e demoralizzate, e tra le ore 20.30 e le 21.00 costrinsero alla resa quattro battaglioni delle brigate Aosta e Regina, catturando circa 2000 prigionieri; solo il generale La Marmora e pochi superstiti riuscirono a sfuggire. Durante la battaglia Vittorio Emanuele, Duca di Savoia, non mostrò molta iniziativa e non impegnò a fondo la Divisione di riserva; al termine degli scontri raggiunse Castel d'Agogna dove venne raggiunto anche dai generali La Marmora e Durando; i tre alti ufficiali decisero dopo alcune discussioni di ripiegare con le forze superstiti verso Novara.

## La battaglia
(Clemente di Metternich, "Mémoires documents et écrits divers laisses par le Prince de Metternich, Chancelier de Cour et d'Etat", Doc. 1727-10 agosto 1849, Vol. VIII, p.181, Parigi, 1884)

### Ultimi movimenti

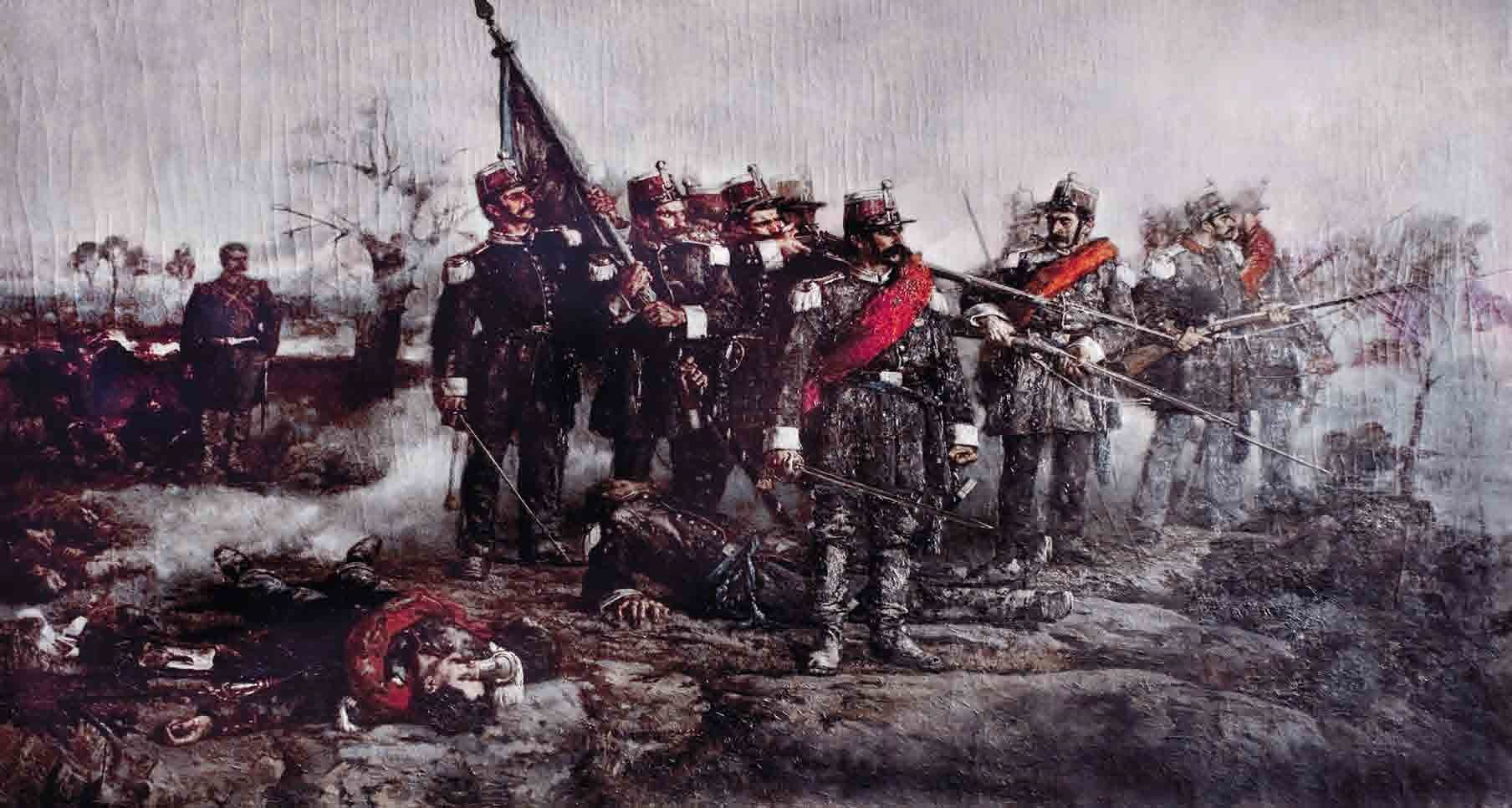
Fanti piemontesi durante la battaglia.

Alla Sforzesca le notizie della disfatta a Mortara raggiunsero il generale Chrzanowski e il quartier generale alle ore 1:00 del 22 marzo, mentre si stava pianificando ottimisticamente di rafforzare il fianco sinistro dello schieramento a Vigevano e sferrare una controffensiva con quattro divisioni contro l'ala destra nemica. Dopo aver rintracciato Carlo Alberto, il generale Chrzanowski riunì alle ore 3:00 un decisivo consiglio di guerra per stabilire le misure da prendere dopo il crollo a Mortara; alla riunione, a cui parteciparono oltre al re e al comandante in capo, il generale Bes e il Duca di Genova, si decise, dopo aver inizialmente discusso di nuove controffensive, di ripiegare con tutto l'esercito a Novara, invece di eseguire una difficile marcia di fianco per ritirarsi verso Vercelli. La ritirata generale ebbe inizio tra le 3.00 e le 4.00 del 22 marzo: la 2ª e la 3ª Divisione dei generali Bes e Perrone marciarono su Trecate dove giunsero a mezzogiorno, seguite dalla 4ª Divisione del Duca di Genova che arrivò alle ore 16:00; subito dopo la 2ª e la 3ª Divisione proseguirono su Novara. In questa città fin dall'alba erano già arrivati i resti della Brigata Regina del generale Trotti e la Brigata Aosta della 1ª Divisione del generale Durando sconfitte a Mortara. Il Duca di Savoia con la Divisione di riserva invece inizialmente era rimasto incerto in attesa di ordini e poi aveva iniziato a muovere verso Borgo Vercelli, ma dopo aver ricevuto precise disposizioni del quartier generale, ritornò verso Novara che le sue truppe raggiunsero entro le ore 2.00 del 23 marzo. Infine al mattino arrivarono anche la 4ª Divisione e la Brigata Solaroli, proveniente dal ponte sul Ticino; entro le ore 9.00 del 23 marzo il grosso delle forze piemontesi avevano quindi raggiunto senza incontrare difficoltà da parte del nemico le posizioni intorno a Novara.

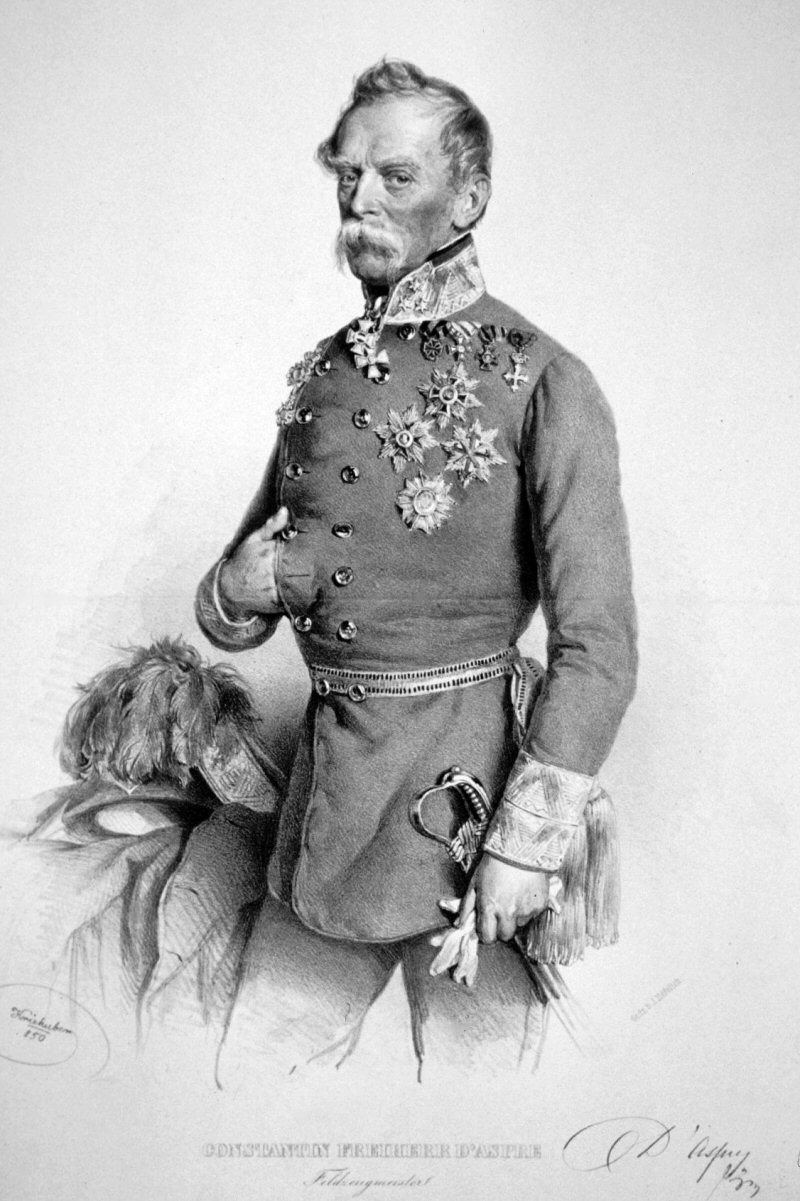
Il generale Konstantin d'Aspre, comandante del II corpo austriaco, protagonista dell'attacco a Mortara e della battaglia di Novara.

In un primo momento dopo il brillante successo di Mortara il maresciallo Radetzky ritenne di aver affrontato e sconfitto solo una retroguardia del nemico e ipotizzò che il grosso dell'esercito piemontese si sarebbe ritirato su Vercelli e poi dietro il Po a Casale Monferrato per avvicinarsi alla base di operazioni di Alessandria e collegarsi con le forze rimaste a sud del fiume, costituite dalla divisione lombarda ora comandata dal generale Fanti, dalla 6ª Divisione del generale Alfonso La Marmora, dalla Brigata Belvedere. Il comandante austriaco sperava di intercettare la marcia di fianco dell'esercito nemico continuando l'avanzata lungo la strada di Novara. Quindi il maresciallo alle ore 4:00 del 22 marzo ordinò al II corpo del generale d'Aspre di marciare su Vespolate, con subito dietro il III corpo del generale von Appel e il I corpo di riserva del generale von Wocher; il I corpo del generale Wratislaw avrebbe dovuto continuare a proteggere il fianco destro dell'armata, mentre il IV corpo del generale Thurn Valsassina, schierato sul fianco sinistro, avrebbe deviato e si sarebbe inserito a Vespolate dietro il II corpo. Il dispositivo di marcia studiato dal maresciallo Radetzky manteneva una stretta coesione tra i corpi e permetteva di affrontare possibili sorprese nemiche lungo la direzione Mortara-Novara. All'alba del 23 marzo gli elementi di testa del generale d'Aspre giunsero a otto chilometri da Novara, mentre le retroguardie del I corpo di riserva distavano ancora diciannove chilometri dalla città; sui fianchi, mentre il IV corpo era vicino a Vespolate, il I corpo era ancora lontano sulla destra.
La mancanza di precise informazioni sulle intenzioni e la reale dislocazione dell'esercito piemontese, le notizie su una probabile ritirata del nemico verso Vercelli e le valutazioni del generale d'Aspre sulla presenza solo di deboli retroguardie a Novara, convinsero tuttavia il maresciallo Radetzky ad effettuare, da Borgo Lavezzaro alle ore 8:00 del 23 marzo, un importante cambiamento dei suoi piani. Egli quindi decise di organizzare una grande conversione del suo esercito verso Vercelli; il IV e il I corpo avrebbero marciato a sinistra e sarebbero stati seguiti dietro dal III corpo e dal I di riserva, solo il II corpo avrebbe continuato su Novara e dopo aver occupato quella città, avrebbe assunto una funzione di copertura del fianco; il giorno seguente avrebbe svoltato dietro agli altri corpi verso Vercelli. Il maresciallo prevedeva di concentrare oltre la Sesia entro la notte del 24 marzo quattro corpi d'armata; venne anche dato ordine al generale Franz von Wimpffen, comandante delle truppe rimaste a Pavia, di dirigersi verso Casale.
Per eseguire questi nuovi ordini quindi il IV corpo del generale Thurn Valsassina si mosse per primo a partire dalle ore 9:00 del 23 marzo verso Vercelli mentre sulla strada meridionale iniziò a deviare verso quella città alle ore 10:00 anche il I corpo del generale Wratislaw; alla stessa ora il generale d'Aspre avanzò con il II corpo a nord verso Novara. Il III corpo invece in un primo momento attese notizie sugli sviluppi della situazione a nord e non si mosse dalla zona tra Vespolate e Borgo Lavezzaro; anche il I corpo di riserva rimase fermo a sud di Albonese in attesa che il I corpo liberasse la strada da percorrere verso Vercelli. Quindi, anche se la direzione generale di marcia era cambiata, almeno tre corpi austriaci erano ancora relativamente concentrati e in grado di sostenersi in caso di sorprese nemiche; tuttavia l'avanzata iniziale del solo II corpo su Novara poteva diventare pericolosa in caso di un improvviso ed energico attacco del grosso dell'esercito piemontese.

### Prima fase della battaglia

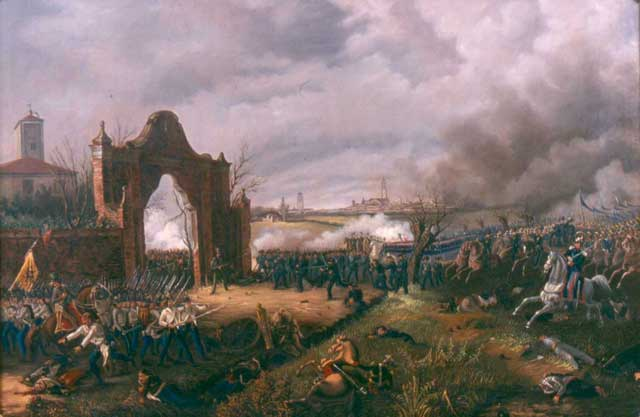
Gli scontri a Villa Visconti, durante la battaglia di Novara.

Al mattino del 23 marzo l'esercito piemontese completò il suo schieramento difensivo davanti alla città di Novara, nel territorio compreso tra i fiumi Agogna e Terdoppio, con tre divisioni attestate in posizione avanzata e due divisioni di riserva in seconda fila, mentre la Brigata Solaroli proteggeva il fianco sinistro verso Trecate. Le posizioni piemontesi erano divise dalla presenza del vallone dell'Arbogna che formava una stretta percorsa dalla strada di Mortara e occupata dalle case della Bicocca; l'ala sinistra piemontese difendeva il settore tra il Terdoppio e il vallone dell'Arbogna con la 3ª Divisione del generale Perrone che aveva schierato la Brigata Savona alla Biccoca e la Brigata Savoia in seconda fila. Il settore di centro e di destra, compreso tra il vallone dell'Arbogna e il cavo Dassi, un canale parallelo all'Agogna, era invece occupato dalla 2ª Divisione del generale Bes e dalla 1ª Divisione del generale Durando che disponeva della Brigata Aosta e dei resti della Brigata Regina, decimata a Mortara. Dietro questo schieramento il generale Chrzanowski aveva posizionato in seconda linea la 4ª Divisione del Duca di Genova, attestata dietro la divisione del generale Perrone, e la Divisione di riserva del Duca di Savoia che allineava, dietro la divisione del generale Durando, la forte Brigata Guardie e la Brigata Cuneo che aveva invece subito forti perdite nella precedente battaglia; i sette battaglioni della Brigata Solaroli e due battaglioni di bersaglieri completavano le forze disponibili.

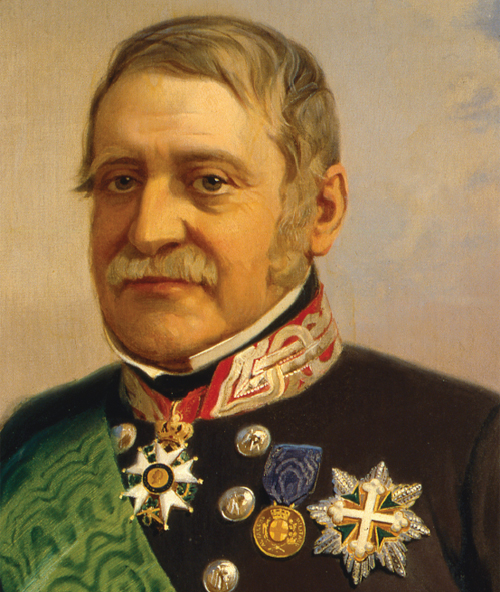
Il generale Ettore Perrone, comandante della 3ª Divisione, fu mortalmente ferito durante la battaglia.

Nel complesso lo schieramento piemontese era costituito da 65 battaglioni, 39 squadroni e 14 batterie, con 45000 fanti, 2500 cavalieri e 109 cannoni; il generale Chrzanowski aveva adottato una formazione particolarmente serrata con un fronte di soli tre chilometri e con le divisioni schierate con una brigata in prima linea e una seconda brigata subito dietro; egli intendeva combattere inizialmente una battaglia difensiva e prevedeva la possibilità di contrattacchi con le sue forze di seconda linea. Le forze totali a disposizione del maresciallo Radetzky erano numericamente superiori e ammontavano a 66 battaglioni, 42 squadroni e 205 cannoni, con 70000 fanti e 5000 cavalieri, ma, a causa del piano d'operazioni adottato dal maresciallo che prevedeva una conversione massiccia verso Vercelli, in pratica solo tre corpi d'armata (il II, il III e il IV) si trovarono in posizione utile per raggiungere il campo di battaglia con una forza complessiva di 37 battaglioni, 16 squadroni e 108 cannoni.
La battaglia ebbe inizio alle ore 11:00 della mattinata piovosa e fredda del 23 marzo con la comparsa delle prime colonne austriache del II corpo del generale d'Aspre lungo la strada di Mortara; si trattava della divisione dell'arciduca Alberto che avanzava con la Brigata Kollowrath in testa. La strada era tuttavia efficacemente difesa dai due battaglioni della Brigata Savona che erano rinforzati in seconda e terza fila dalla Brigata Savoia e dalle due brigate della 4ª Divisione, la Brigata Piemonte e la Brigata Pinerolo; inoltre un battaglione di bersaglieri era schierato più avanti, presso Olengo e il 15º reggimento Savona aveva occupato, un chilometro oltre la Bicocca, le posizioni del Castellazzo e della Cavallotta. Il generale d'Aspre riteneva di avere di fronte solo modeste forze di retroguardia e che il grosso delle forze nemiche fosse in ritirata verso Vercelli; quindi non perse tempo e decise di attaccare subito lungo la strada di Mortara con cinque battaglioni schierati su tre colonne della sola Brigata Kollowrath che attaccarono con grande energia, superarono la resistenza dell'avanguardia dei bersaglieri e affrontarono il combattimento con il 15º reggimento Savona. I piemontesi si batterono con valore; gli scontri divennero subito molto intensi e gli austriaci guadagnarono terreno; sulla sinistra due battaglioni ungheresi occuparono la Cavallotta e raggiunsero 400 metri più a nord Villa Visconti dove vennero contenuti dall'intervento del Genova Cavalleria, mentre sulla destra dopo un duro combattimento venne raggiunto e conquistato anche il Castellazzo. Il generale Perrone e il re si recarono sul posto e organizzarono il contrattacco per fermare l'avanzata austriaca dalla Cavallotta su Villa Visconti; con il 16º reggimento Savona, un battaglione della Brigata Savoia e l'intervento di numerose batteria di artiglieria, il nemico venne bloccato e contrattaccato. La battaglia si frantumò in una serie di combattimenti confusi e in duelli d'artiglieria ma verso le ore 12.00 i piemontesi, malgrado alcuni cedimenti nei reparti della Brigata Savona, riuscirono a respingere i due battaglioni ungheresi dietro la Cavallotta.

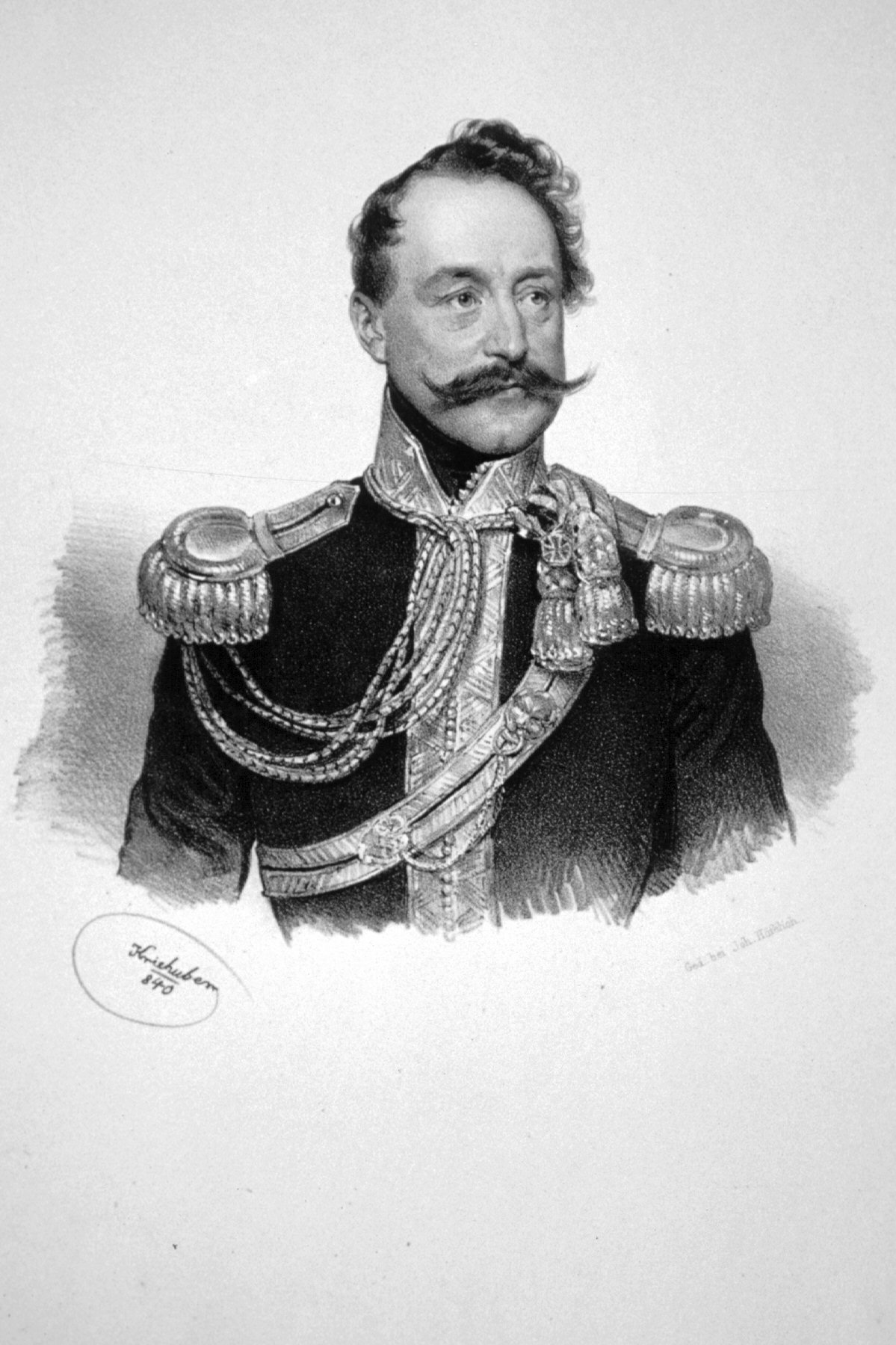
Il generale austriaco Johann Franz Schaffgotsche, comandante della seconda divisione del II corpo.

Di fronte all'inattesa resistenza, il generale d'Aspre divenne consapevole della forza e delle dimensioni delle truppe avversarie e comunicò le notizie al maresciallo Radetzky richiedendo l'invio di potenti rinforzi per fronteggiare la situazione; egli avvertì anche i comandi del III corpo e del IV corpo, invitandoli a deviare subito verso Novara. Contemporaneamente il comandante del II corpo decise di continuare la battaglia, portò avanti la seconda brigata della divisione dell'arciduca Alberto e richiamò verso Olengo anche la divisione del generale Johann Franz Schaffgotsche che seguiva dietro lungo la strada di Mortara. Il maresciallo Radetzky aveva già deciso di modificare i suoi piani; allarmato dal crescente tuonare dell'artiglieria dalla direzione di Novara, il comandante in capo austriaco ordinò alle ore 12:00 al III corpo del generale von Appel di intervenire al più presto a sostegno del II corpo e agli altri corpi di deviare verso nord per raggrupparsi. Il I corpo di riserva avrebbe dovuto seguire dietro il III corpo, mentre il IV corpo del generale Thurn Valsassina doveva manovrare, dopo aver cambiato la direzione di marcia, per aggirare il fianco destro dello schieramento piemontese. Il complesso rischieramento del grosso delle forze austriache era però ostacolato dalle difficoltà di comunicazione lungo le strade disponibili e dalla distanza tra i vari corpi; solo il III corpo era relativamente vicino e poteva intervenire in breve tempo in aiuto del generale d'Aspre.

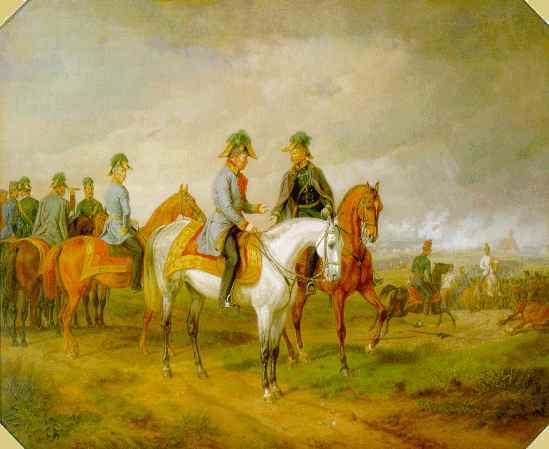
Il maresciallo Josef Radetzky e il generale Heinrich von Hess, sul campo di battaglia di Novara.

Mentre il generale d'Aspre richiedeva rinforzi e accelerava l'afflusso della sua seconda divisione, dopo le ore 12.30 l'arciduca Alberto riprese i suoi attacchi facendo intervenire davanti a Villa Visconti la Brigata Stadion e ordinando alla Brigata Kollowrath di avanzare di nuovo verso il Castellazzo. Sulla sinistra il generale Stadion riuscì a conquistare Villa Visconti e ad avvicinarsi alla Bicocca con due battaglioni di fanteria e un battaglione di cacciatori; gli austriaci avanzarono avvicinandosi pericolosamente a Villa San Giuseppe dove lo stesso Carlo Alberto si trovò temporaneamente in pericolo. Alle ore 12:30 il generale Perrone per stabilizzare la situazione fece intervenire i battaglioni della Brigata Savoia che tuttavia in un primo tempo vennero a loro volta respinti, alcuni reparti si sbandarono e ripiegarono in disordine verso Novara ma alla fine, con l'appoggio dell'artiglieria, la brigata riuscì a consolidare le sue posizioni e a riprendere il contrattacco insieme ad uno squadrone di cavalleria; Villa Visconti venne liberata e le truppe si avvicinarono di nuovo alla Cavallotta dove vennero fermati da un reggimento ungherese.

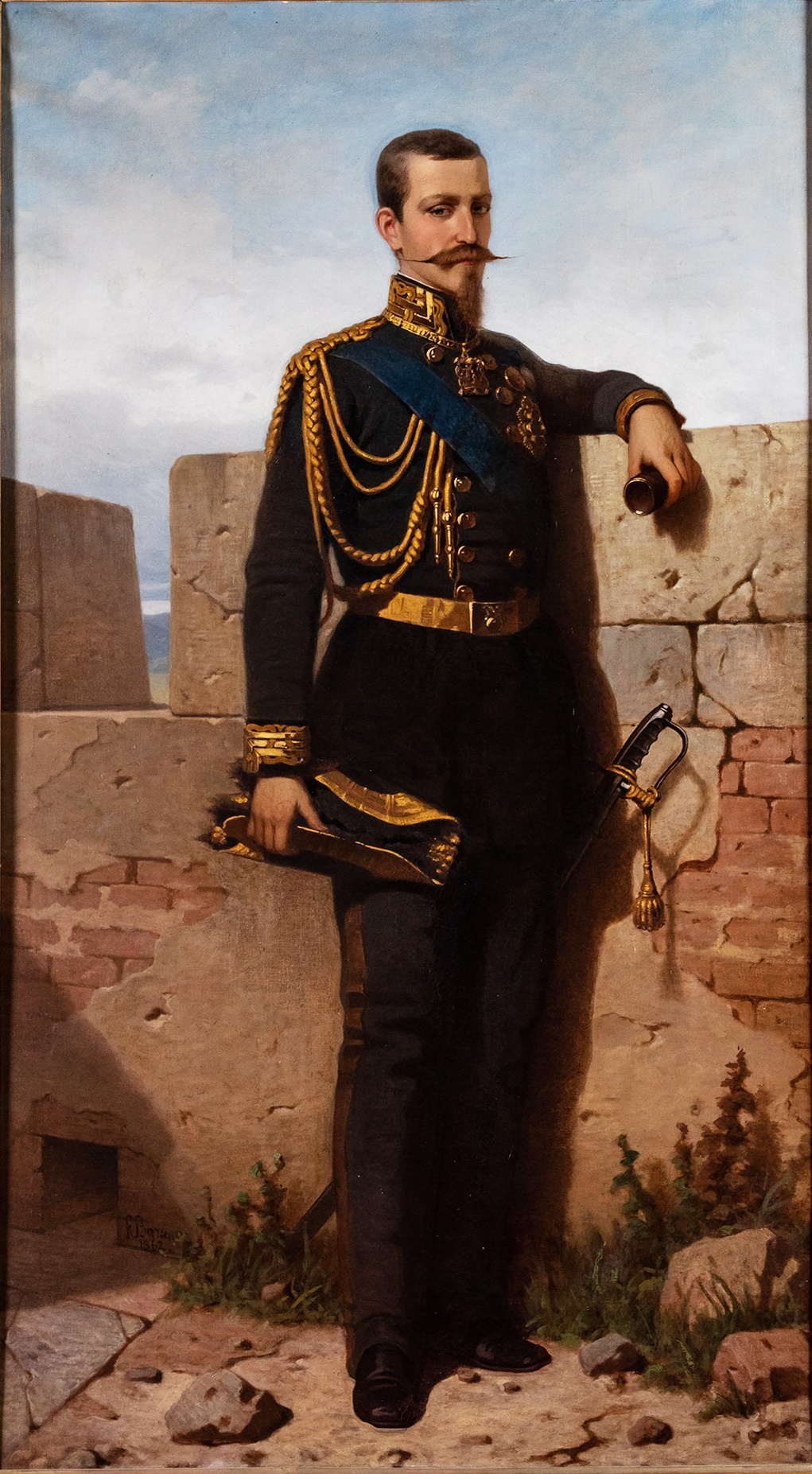
Ferdinando di Savoia, duca di Genova, comandante della 4ª Divisione.

Le truppe austriache della divisione dell'arciduca Alberto erano esauste dopo i duri scontri e il generale d'Aspre si affrettò alle ore 13:00 a far entrare in campo la divisione del generale Schaffgotsche che portò avanti tra Olengo e la Cavallotta la Brigata Simbschen e la Brigata Liechtenstein. Anche la 3ª Divisione del generale Perrone era logorata e in parte disorganizzata dopo ore di battaglia ma i piemontesi avevano immediatamente disponibili potenti riserve che avrebbero potuto contrattaccare, ma il generale Chrzanowski, depresso e intimorito dall'energia degli attacchi austriaci e dai segni di disordine nelle sue file, non pensava a prendere l'iniziativa. Anche sulla sinistra austriaca un debole reparto con otto compagnie e due cannoni al comando del generale Kielmansegge che aveva raggiunto il cavo Dassi non venne contrattaccato in forze e il generale Durando con la 1ª Divisione si limitò, secondo gli ordini, a bloccare l'avanzata nemica.
Il nuovo attacco del generale d'Aspre con il rinforzo di cinque battaglioni della divisioni Schaffgotsche, a sinistra ed a destra della strada di Mortara, mise di nuovo in difficoltà i piemontesi; gli austriaci avanzarono ancora fino alla Bicocca, la 3ª Divisione venne ulteriormente indebolita e il generale Perrone rimase gravemente ferito alla testa mentre cercava di riorganizzare le sue truppe. Nel frattempo sulla destra austriaca la Brigata Kollowrath conquistò inizialmente il Castellazzo, difeso solo dai resti della Brigata Savona, e giunse alle ore 13:30 fino a 2 chilometri ad est della Bicocca, ma due compagnie austriache vennero duramente respinte dalla Brigata Solaroli intervenuta su iniziativa del suo comandante; le truppe austriache ripersero parte del terreno conquistato.
Fin dalle ore 12:00 il comando piemontese aveva ordinato al Duca di Genova di intervenire a sostegno della divisione del generale Perrone che subiva la crescente pressione delle forze austriache e dava segni di cedimento; alle ore 13:30 la 4ª Divisione passò quindi all'attacco con in testa la Brigata Piemonte del generale Giuseppe Passalacqua e dietro a sinistra la Brigata Pinerolo del generale Luigi Damiano; il 3° e il 4º reggimento della Brigata Piemonte marciarono davanti, a sinistra e a destra della strada maestra, guidati personalmente dal generale e dal Duca di Genova; in seconda linea avanzarono il 13º e il 14º reggimento Pinerolo. L'attacco piemontese venne coronato da successo, la fanteria sloggiò il nemico da Villa Visconti e raggiunse di nuovo i pressi della Cavallotta, mentre al Castellazzo l'avanzata venne inizialmente bloccata dall'artiglieria austriaca impiegata a distanza ravvicinata; durante questi scontri cadde ferito a morte lo stesso generale Passalacqua che guidava dalla prima linea i suoi uomini. Dopo un nuovo attacco austriaco, l'intervento del 13° Pinerolo, sostenuto dall'11º reggimento della Brigata Casale appartenente alla 2ª Divisione del generale Bes permise di respingere i nemici e raggiungere la Cavallotta; sulla sinistra piemontese entrò in azione il 14° Pinerolo e gli austriaci subirono forti perdite, vennero catturati prigionieri e gli altri ripiegarono verso Olengo, il Castellazzo venne riconquistato.

### Fase decisiva della battaglia
Alle ore 15:00 la situazione appariva nel complesso favorevole all'esercito piemontese; nonostante la combattività dimostrata, le due divisioni del II corpo del generale d'Aspre, in azione per ore contro il grosso dell'esercito nemico, erano stanche e avevano dovuto ripiegare fino alla linea Cavallotta-Olengo; alle ore 14:30 il comandante del II corpo aveva sollecitato con urgenza l'invio di rinforzi per continuare la battaglia e aveva richiesto al generale von Appel di accelerare l'intervento del suo III corpo. Ostacolato dalla confusione e da ingorghi lungo la strada di Mortara, solo il battaglione di cacciatori del III corpo era vicino a Olengo, mentre il IV corpo era molto più lontano sul fianco sinistro e alle ore 14:30 aveva raggiunto Cameriano. Il I corpo, in marcia su Monticello, e il I corpo di riserva, giunto a Vespolate, per il momento non apparivano in grado di intervenire in tempo nella battaglia.

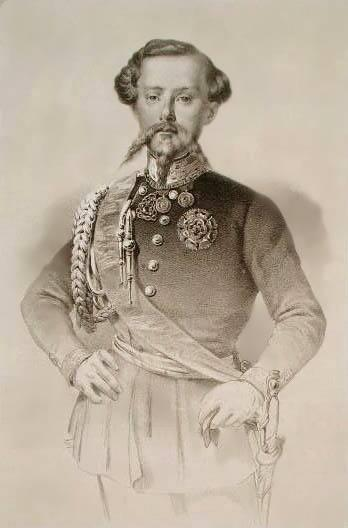
Vittorio Emanuele, Duca di Savoia, comandante della Divisione di riserva a Novara.

Il comando piemontese aveva quindi la possibilità, disponendo ancora di quasi tre divisioni fresche e pronte ad essere impiegate subito in azione, di sferrare una grande controffensiva generale che avrebbe potuto concludersi con la disfatta definitiva del II corpo austriaco prima dell'arrivo in forze sul campo del III corpo. Il generale Chrzanowski invece rimaneva pessimista e, impressionato dalle sconfitte locali di alcuni reparti sotto i vigorosi attacchi austriaci e dalla presenza di fenomeni di disgregazione e disordine nelle retrovie, non si riteneva in grado di contrattaccare; avendo scarsa fiducia nelle qualità delle sue truppe e non molto bene informato della reale situazione sul campo, il generale intendeva limitarsi a respingere gli attacchi nemici e resistere fino alla notte, sperando di costringere il maresciallo Radetzky a desistere dagli attacchi e ripiegare. Il generale Chrzanowski in realtà considerava fallito il suo piano già in precedenza a causa del cedimento della 3ª Divisione del generale Perrone che aveva richiesto il prematuro intervento della 4ª Divisione del Duca di Genova; egli non comprese che l'armata, rimanendo sulla difensiva su posizioni prive di solide fortificazioni, sarebbe stata alla fine sopraffatta dalla superiorità numerica dell'esercito austriaco che si stava progressivamente concentrando.

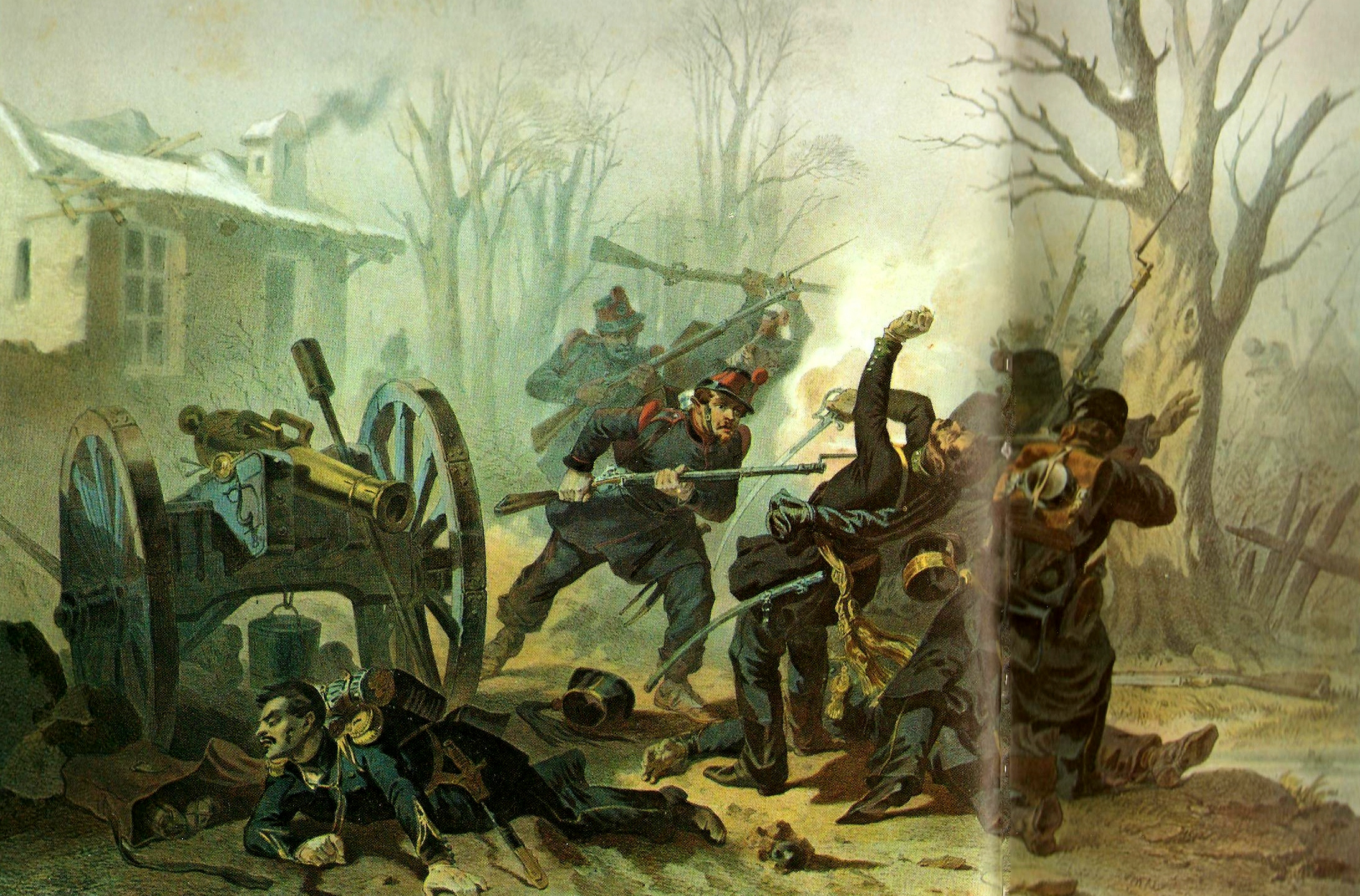
Scontro alla baionetta tra soldati piemontesi e Grenzer austriaci alla Bicocca.

Quindi il generale Chrzanowski, invece di passare alla controffensiva generale, ordinò al Duca di Genova, la cui 4ª Divisione stava incalzando il II corpo austriaco, di arrestare i suoi attacchi e ripiegare sulla linea Torrion Quartara-Cavallotta-Cavallozzo, anche il generale Bes ricevette la disposizione di attestarsi a difesa con la 2ª Divisione; solo reparti di bersaglieri di retroguardia affrontarono quindi, prima di ritirarsi, i cacciatori austriaci di testa del III corpo giunti a Olengo e subito entrati in combattimento. Mentre il III corpo del generale von Appel aveva tempo di schierare le sue potenti forze a sostegno del II corpo, il generale Chrzanowski si preoccupò di rinforzare il settore della Bicocca dove vennero inviati, distaccati dalla Divisione di riserva del Duca di Savoia, un battaglione di cacciatori delle Guardie e un battaglione del 7º reggimento della Brigata Cuneo.
Dopo una pausa di circa un'ora, alle ore 16:00 il maresciallo Radetzky, che era giunto a Olengo con il suo stato maggiore e aveva preso la direzione diretta della battaglia, diede ordine di riprendere gli attacchi; la divisione del generale von Lichnowsky, elemento di testa del III corpo d'armata del generale von Appel, era arrivata in forze con sette battaglioni, 9000 soldati e 22 cannoni, e, dopo essersi schierata dalle due parti della strada di Mortara, passò all'offensiva, rinforzata dai reparti ancora efficienti del II corpo. I piemontesi, pur battendosi accanitamente con il concorso di una serie di batterie di artiglieria, furono duramente pressati e persero terreno; sulla sinistra la Brigata Alemann avanzò oltre la Cavallotta e raggiunse Villa Visconti dove però venne fermata dalla resistenza dell'11º reggimento della Brigata Casale; sulla destra la Brigata Maurer guadagnò terreno e occupò Cascina Farsà; tuttavia l'intervento dei reparti della Divisione di riserva del Duca di Savoia, i cacciatori delle Guardie e il 7º reggimento della Brigata Cuneo, permise di respingere gli austriaci da Villa Visconti di nuovo verso la Cavallotta. Il continuo rafforzamento delle truppe austriache e la costante pressione esercitata sempre nella stessa area da truppe fresche e numerose, minacciava però di disgregare lentamente il più debole schieramento piemontese.
Il generale Chraznowski decise finalmente alle ore 17:00 di aiutare le truppe in combattimento nel settore della Bicocca e di contrattaccare sul fianco sinistro austriaco con la 2ª Divisione del generale Bes e con la 1ª Divisione del generale Durando; questa tardiva manovra ottenne qualche successo temporaneo ma venne ben presto frustrata da ordini contraddittori e dall'avvicinamento da sud dei primi reparti del IV corpo d'armata austriaco del generale Thun Valsassina, giunti ormai al ponte dell'Agogna lungo la strada Vercelli-Novara. Il generale Durando fece avanzare la Brigata Aosta che riconquistò Torrion Quartara, superando la resistenza del distaccamento di fiancheggiamento del colonnello Kielmansegge che rimase ucciso negli scontri, mentre il generale Trotti portò i resti della Brigata Regina al Cavo Dossi; il generale Bes, i cui soldati apparivano desiderosi di contrattaccare, iniziò a muovere verso sud-est con la brigata composta.

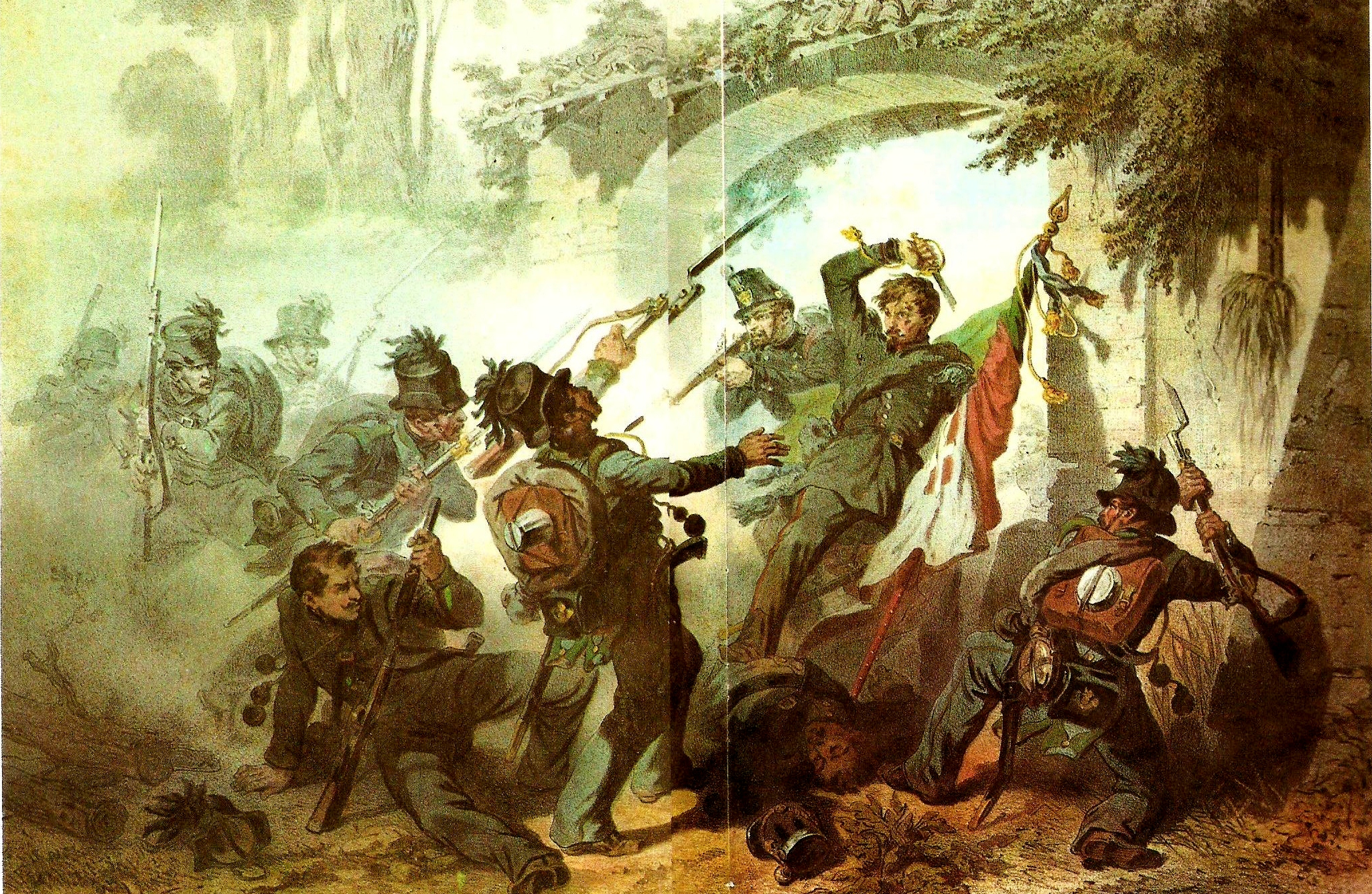
Combattimenti tra Kaiserjäger e soldati piemontesi del 14º reggimento "Pinerolo" alla Bicocca

Ben presto il movimento delle riserve piemontese venne però interrotto; provenendo dal ponte dell'Agogna stava infatti entrando in campo il IV corpo austriaco che sembrava minacciare il fianco destro e le retrovie della divisione del generale Durando; la cavalleria austriaca, seguita dai primi elementi della Brigata Gräwert, attaccarono a nord del ponte dell'Agogna i reparti di copertura piemontesi e la 1ª Divisione venne fermata e ritornò indietro per contrastare la nuova minaccia. Inoltre la situazione dei piemontesi stava peggiorando anche sul fianco sinistro dove tre battaglioni della Brigata Maurer, dopo aver conquistato Cascina Farsà, si stavano infiltrando alle spalle delle posizioni della Bicocca, mentre i Cacciatori tirolesi si spingevano risolutamente in avanti mettendo in pericolo le batterie di artiglieria. Il generale Alessandro La Marmora, scosso dalle notizie dell'avanzata austriaca, prese l'iniziativa di ordinare al generale Bes di arrestare la marcia e retrocedere per proteggere le linee di comunicazione dell'armata; il generale Bes quindi, dopo qualche esitazione, iniziò a ripiegare con la 2ª Divisione, mentre il 12º reggimento della Brigata Casale copriva la manovra.
Il maresciallo Radetzky intanto stava raggruppando le sue forze per sfruttare i segni di cedimento dei piemontesi e sferrare l'attacco finale contro la Bicocca con il concorso di nuove truppe, comprese la riserva d'artiglieria con 64 cannoni e cinque battaglioni del I corpo di riserva appena arrivati. Il maresciallo concentrò venticinque battaglioni che, preceduti da un violento bombardamento d'artiglieria, attaccarono in massa contro le difese principali della Bicocca costituite dal 4º reggimento Piemonte e dal 14º reggimento Pinerolo della 4ª Divisione del Duca di Genova, con i resti della Brigata Savona, una parte dell'11º reggimento Casale e due compagnie di bersaglieri. Le difese piemontesi attendevano il rinforzo del 2º reggimento Guardie e del 7º reggimento Cuneo, ma la Brigata Solaroli non venne richiamata e rimase inutilizzata sull'estremo fianco destro dello schieramento.
L'armata austriaca di fronte alle posizioni nemiche si stava continuamente rafforzando; a Olengo era in arrivo la Brigata Sigismondo del I corpo di riserva del generale von Wocher, mentre l'attacco finale venne sferrato con il concorso finale anche dei 4000 soldati della Divisione Taxis del III corpo d'armata. L'offensiva austriaca contro la Bicocca si sviluppò dalla Cascina Farsà con la Brigata Simbschen al comando del generale Friedrich von Bianchi del II corpo, con la Brigata Alemann del III corpo che, guidata dal colonnello Benedek dopo il ferimento del comandante titolare, avanzò dalla Cavallotta verso Villa Visconti, con la Brigata Maurer che continuò il movimento aggirante alle spalle della Bicocca, con la Brigata Kollowrath che all'estrema destra impegnò la Brigata Solaroli. Villa Visconti venne finalmente conquistata dai soldati del colonnello Benedek.

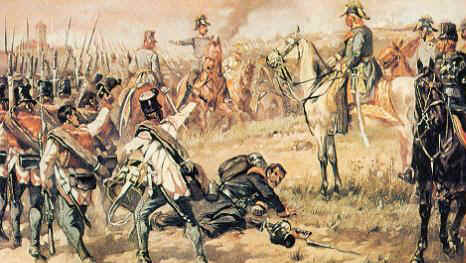
Il maresciallo Radetzky riceve notizie dei successi delle sue truppe durante la battaglia di Novara.

Alle ore 18:00 la Bicocca, aggirata dalla manovra della Brigata Maurer e attaccata frontalmente da forze preponderanti, venne infine abbandonata dagli elementi delle Brigate Piemonte e Pinerolo, che iniziarono a ripiegare; in questa fase i generale Chrzanowski e La Marmora ebbero l'impressione che le truppe avessero rinunciato a battersi e ci furono voci di tradimenti, ma in realtà la posizione era insostenibile e i soldati erano in parte stanchi e demoralizzati. Gli austriaci avanzarono ancora verso il cimitero, contrastati ora anche dal battaglione della Brigata Guardie e dal 7º reggimento Cuneo che erano finalmente arrivati; nonostante l'intervento di questi reparti freschi, anche il cimitero, che non era stato organizzato a difesa, venne aggirato sulla sinistra da cinque battaglioni di riserva austriaci e la rotta fu finalmente fermata solo dall'arrivo sul campo dell'ultima riserva disponibile, il 3º reggimento della Brigata Piemonte, guidato personalmente dal Duca di Genova. Questo reparto, sostenuto in un secondo tempo anche dal 2º reggimento grantieri della Brigata Guardie, riuscì a trattenere il nemico dando modo alle truppe in disordinata ritirata verso Novara di recuperare in parte la coesione.
Durante le fasi decisive dei combattimenti alla Bicocca, il IV corpo austriaco del generale Thurn Valsassina era avanzato in forze a nord del ponte dell'Agogna con le brigate Gräwert e Degenfeld della divisione di testa del generale von Culoz e aveva messo in pericolo l'ala destra piemontese; tuttavia il Duca di Savoia era riuscito a costituire uno sbarramento dietro il cavo Dossi con il 1º reggimento granatieri della Brigata Guardie, dieci squadroni di cavalleria, nove cannoni, e fermò l'avanzata nemica. Queste ultime resistenze permisero il ripiegamento delle altre forze piemontesi su Novara; il generale Durando si ritirò con la 1ª Divisione lentamente e con difficoltà, sottoposto agli attacchi austriaci e al fuoco dei cannoni, ma alle ore 20:00 la divisione, protetta dalle retroguardie della Brigata Aosta, raggiunse la città. Anche le forze del generale Bes, del Duca di Savoia e del Duca di Genova completarono la ritirata su Novara, mentre la Brigata Solaroli, priva di ordini precisi, dopo aver attraversato la città proseguì per Cameri.
Dopo le ore 20.00 i resti dell'esercito piemontese, disorganizzati e demoralizzati, erano ormai rifluiti nelle tenebre all'interno delle mura della città, anche se reparti della 3ª e 4ª Divisione si trovavano ancora a Porta Sempione, gruppi di soldati erano sulla strada di Borgomanero e il generale Bes controllava altre forze sulla strada di Romagnano Sesia. Durante la battaglia Carlo Alberto, cupo e rassegnato, aveva cercato, secondo la testimonianza diretta del generale Durando, la morte in combattimento; molto pessimista, da molte ore si era convinto dell'inevitabilità della sconfitta; la sera a Novara, dopo la disfatta, apparve invece più tranquillo e rilassato.

## Bilancio e conseguenze
In realtà Carlo Alberto fin dalle ore 18:00, dopo aver consultato il generale Chrzanowski e il ministro al campo Carlo Cadorna, aveva deciso di inviare al quartier generale austriaco il generale Luigi Fecia di Cossato, sottocapo di stato maggiore, per richiedere una cessazione delle ostilità; Il generale era ritornato alle ore 20:30 dopo aver avuto un colloquio alla Bicocca con il generale Hess, capo di stato maggiore del maresciallo Radetzky, che aveva notificato dure richieste di occupazione territoriale di parte del territorio piemontese.
Durante una riunione tenutasi alle ore 21:15 con la presenza del re, due aiutanti di campo, il generale Chrzanowski, il generale Alessandro La Marmora, il Duca di Genova e il Duca di Savoia, Carlo Alberto, constatato che nessuno riteneva possibile riprendere la battaglia e raggiungere un esito favorevole, decise di abdicare a favore del figlio e andare in esilio; le trattative quindi sarebbero riprese, mentre gli austriaci nel frattempo il mattino del 24 marzo continuavano le operazioni. Nella notte e nella mattinata del 24 marzo le truppe piemontesi rifluite a Novara mostrarono segni di esaurimento e indisciplina; esasperate dalla mancanza di adeguata assistenza medica e privi di cibo dal giorno prima, avendo combattuto la battaglia in gran parte a digiuno, una parte delle truppe si abbandonò a violenze e saccheggi all'interno della città. Si verificarono gravi disordini ed anche veri atti criminali, ad opera di piccoli gruppi di soldati riottosi, che vennero sedati dall'intervento di altri reparti militari.

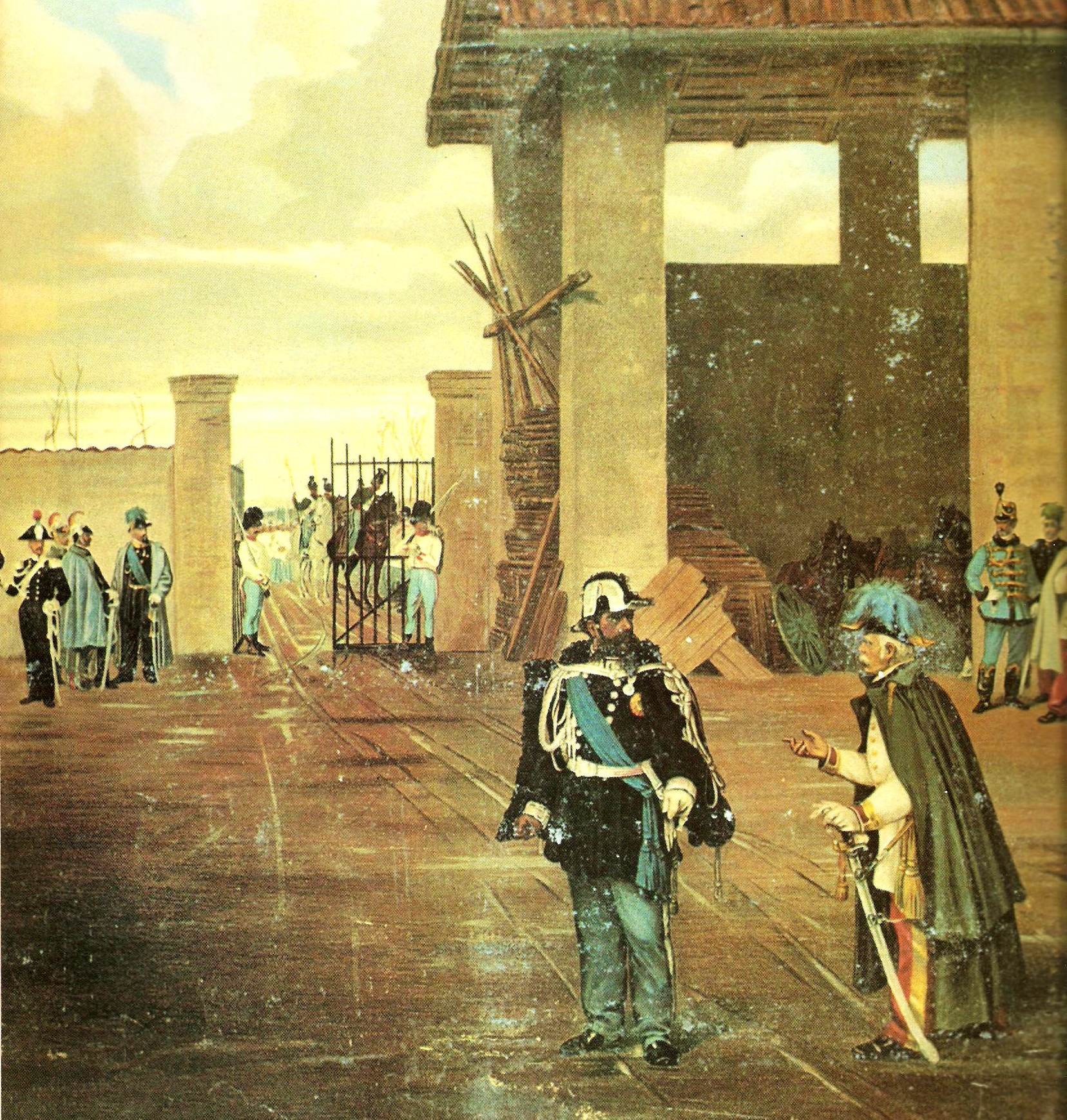
L'incontro tra il nuovo re Vittorio Emanuele II e il maresciallo Josef Radetzky a Vignale il 24 marzo 1849, dopo la fine della battaglia.

A partire dalle ore 8:00 del 24 marzo l'esercito austriaco riprese a muovere, manovrando sulle due ali per isolare completamente le truppe piemontesi e impedire un loro ripiegamento da Novara; il IV corpo del generale Thurn Valsassina entrò nella città e marciò per intercettare la strada di Borgomanero, mentre altre truppe austriache del II corpo del generale d'Aspre attraverso Porta Mortara si dirigevano verso la via di Arona. In questo modo, venne bloccata sia la strada per Romagnano, oltre la Sesia, sia quella oltre il Ticino attraverso Sesto Calende.
In realtà il comando piemontese non aveva organizzato alcun'ulteriore manovra di ripiegamento; si era invece in attesa dell'incontro tra il Duca di Savoia, ora divenuto il nuovo re Vittorio Emanuele II, e il maresciallo Radetzky per concordare la fine della guerra; questo incontro avvenne a Vignale (paesino a nord di Novara) tra le 14.00 e le 15.00 del 24 marzo. Il nuovo re cercò di mitigare le clausole imposte dagli austriaci, richiedendo tempo per riorganizzare il suo Stato ed evocando possibili crisi rivoluzionarie a Torino in caso di condizioni troppo dure; il maresciallo Radetzky si dimostrò realista; fece inserire nelle clausole l'occupazione temporanea del territorio tra Sesia e Ticino, ma nel complesso il maresciallo, consapevole delle difficoltà del giovane re, sembrò ben disposto e più benevolo del capo di stato maggiore Heinrich von Hess. L'Armistizio di Vignale venne concluso il giorno 26 marzo 1849 e in parte venne incontro alle richieste di Vittorio Emanuele.

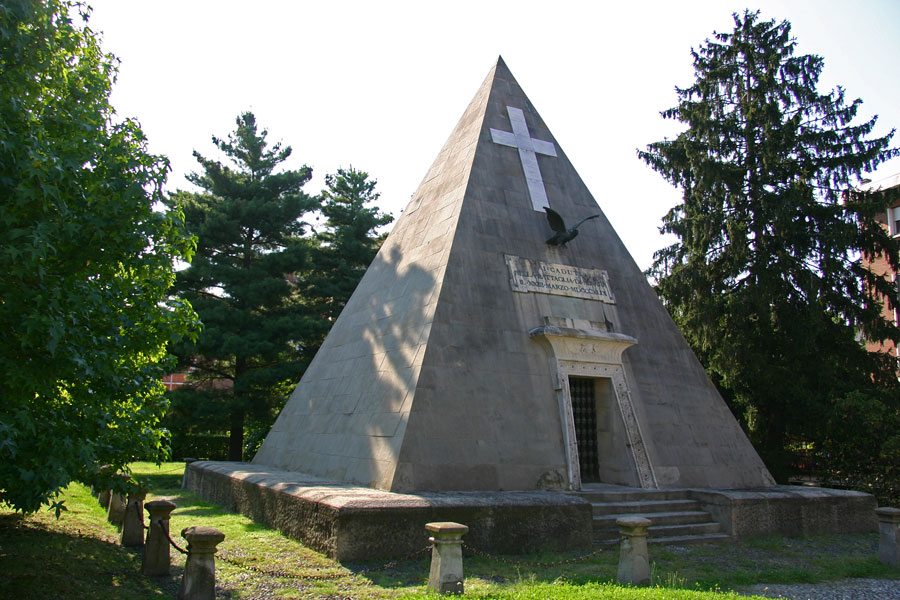
La Piramide-ossario della Bicocca che commemora la battaglia

La seconda campagna della Prima guerra d'indipendenza era durata quindi solo quattro giorni e si era conclusa con una dura sconfitta nonostante le dimostrazione di valore delle truppe e il distinto comportamento di alcuni comandanti, come i generali Perrone e Passalacqua, caduti sul campo, il generale Bes e i duchi di Genova e di Savoia. Le perdite della battaglia erano state pesanti per entrambe le parti: 2392 morti, feriti e prigionieri tra i piemontesi e 3223 per l'esercito austriaco (Secondo Bodart's Militär-historisches Kriegs-Lexikon (1618-1905):8400 morti, feriti, prigionieri e disperso tra i piemontesi e 3300 per l'esercito austriaco)  A causa delle indecisioni e degli errori del re Carlo Alberto e della scarsa autorità del generale Chrzanowski, l'esercito piemontese mancò però ancora una volta di una direzione energica ed efficace in grado di condurre con successo la guerra contro un comandante esperto come il generale Radetzky e il suo efficiente esercito.
La disfatta di Novara, oltre a segnare la conclusione disastrosa della cosiddetta "guerra regia", ebbe decisive conseguenze in tutta la penisola e segnò la fine di ogni speranza di esito vittorioso della lotta per l'unificazione nazionale; entro aprile 1849 vennero schiacciate dagli austriaci le rivolte in Lombardia mentre si sgretolarono rapidamente i governi democratici insediatesi negli altri stati d'Italia. In Toscana il granduca Leopoldo II, rientrò a Firenze il 25 maggio insieme alle truppe austriache; già alla metà di maggio i Borbone di Napoli avevano restaurato la loro autorità sulla Sicilia, mentre anche la Repubblica Romana e la Repubblica di San Marco terminavano la loro esistenza rispettivamente il 3 luglio e il 23 agosto 1849 dopo aver combattuto strenuamente contro gli eserciti delle potenze straniere.
In Piemonte dopo la sconfitta di Novara, il nuovo re Vittorio Emanuele sembrò deciso in un primo momento ad instaurare un regime reazionario; venne costituito un nuovo governo guidato dal generale Claudio Gabriele de Launay e fu violentemente repressa la rivolta popolare scoppiata a Genova. In maggio 1849 invece, con la nomina di Massimo d'Azeglio a nuovo Presidente del Consiglio, il sovrano decise di mantenersi nel quadro della lealtà costituzionale allo Statuto e di continuare una politica nazionale e patriottica, pur rimanendo in acceso contrasto con la maggioranza democratica del Parlamento di Torino. Dopo il proclama di Moncalieri e con l'ascesa al potere del Conte di Cavour il Regno di Sardegna riprese la politica unitaria e nazionale che avrebbe finalmente raggiunto risultati positivi nel successivo decennio dell'Ottocento.

## Citazioni letterarie
Novara finì col significare una sconfitta e un'umiliazione. L'espressione la «fatal "nome di città"», per quanto inesatta, si usa ancor oggi per indicare una decisiva sconfitta. In effetti sembra che l'espressione tragga origine dalla poesia Piemonte di Giosuè Carducci che però dice, riferendosi a Carlo Alberto:
La fatal Novara è in realtà la nave di Massimiliano d'Asburgo, in Miramar, sempre del Carducci:
apre la vela.»